# James K. Polk
James Knox Polk (Pineville, 2 de novembro de 1795 – Nashville, 15 de junho de 1849) foi um advogado, fazendeiro e político norte-americano que serviu como o 11º Presidente dos Estados Unidos de 1845 a 1849. Anteriormente tinha atuado como membro da Câmara dos Representantes entre 1825 e 1839 e também 9º Governador do Tennessee de 1839 até 1841. Polk era membro do Partido Democrata, discípulo de Andrew Jackson e defensor da Democracia Jacksoniana. Os Estados Unidos expandiram seu território significativamente durante sua presidência através da anexação da República do Texas, do estabelecimento do Território do Oregon e por meio da Cessão Mexicana após a vitória norte-americana na Guerra Mexicano-Americana.
Polk construiu uma carreira bem sucedida no direito no Tennessee, foi eleito deputado estadual em 1823 e depois deputado federal em 1825, tornando-se um grande apoiador de Jackson. Ele serviu como presidente do Comitê de Formas e Meios em 1833 e depois Presidente da Câmara em 1835. Polk deixou o Congresso a fim de concorrer a governador, vencendo em 1839 mas perdendo em 1841 e 1843. Ele foi considerado um candidato azarão para a indicação democrata para presidente na eleição de 1844; Polk entrou na convenção de seu partido como um candidato potencial a vice-presidente, porém surgiu como um meio-termo quando nenhum candidato conseguiu alcançar a maioria de dois terços. Na eleição, ele derrotou Henry Clay do Partido Whig.
Polk alcançou em seu mandato todos os seus objetivos de governo, tanto internos quanto externos. Ele foi capaz de fazer um acordo com o Reino Unido sobre o Oregon, com o território sendo dividido em sua maior parte ao longo do Paralelo 49. Polk conseguiu uma grande vitória na Guerra Mexicano-Americana, o que resultou do México cedendo quase todo seu território da Alta Califórnia. Internamente, ele também conseguiu uma redução de impostos em 1846. No mesmo ano, alcançou outro objetivo, o restabelecimento do sistema de um Tesouro independente. Polk deixou a presidência em 1849, sem buscar a reeleição, cumprindo uma promessa de campanha, e retornou para o Tennessee. Ele morreu em Nashville três meses depois de deixar o cargo.
Historiadores lhe avaliaram positivamente por sua habilidade de defender e alcançar todos os principais itens de seus objetivos de governo, sendo considerado como o presidente mais eficiente no período pré-Guerra de Secessão. Entretanto, foi criticado por liderar o país em uma guerra contra o México e por exacerbar divisões secionais entre norte e sul. Polk foi dono de escravos durante a maior parte de sua vida adulta e tinha uma fazenda no Mississippi, chegando até a comprar escravos enquanto era presidente. A maior realização de sua presidência foi a expansão territorial dos Estados Unidos até o oceano Pacífico.

## Início de vida
James Knox Polk nasceu em 2 de novembro de 1795 em um chalé de madeira em Pineville, Carolina do Norte, Estados Unidos. Ele foi o primeiro de dez filhos nascidos em uma família de fazendeiros. Sua mãe era Jane Knox, que o nomeou em homenagem a seu avô materno, James Knox. Seu pai era Samuel Polk, um fazendeiro dono de escravos e agrimensor de ascendência escocesa e irlandesa. Os Polks tinham imigrado para a América Britânica no final da década de 1600, estabelecendo-se na costa de Maryland antes de mudarem-se para o centro-sul da Pensilvânia até finalmente chegarem nas Carolinas.

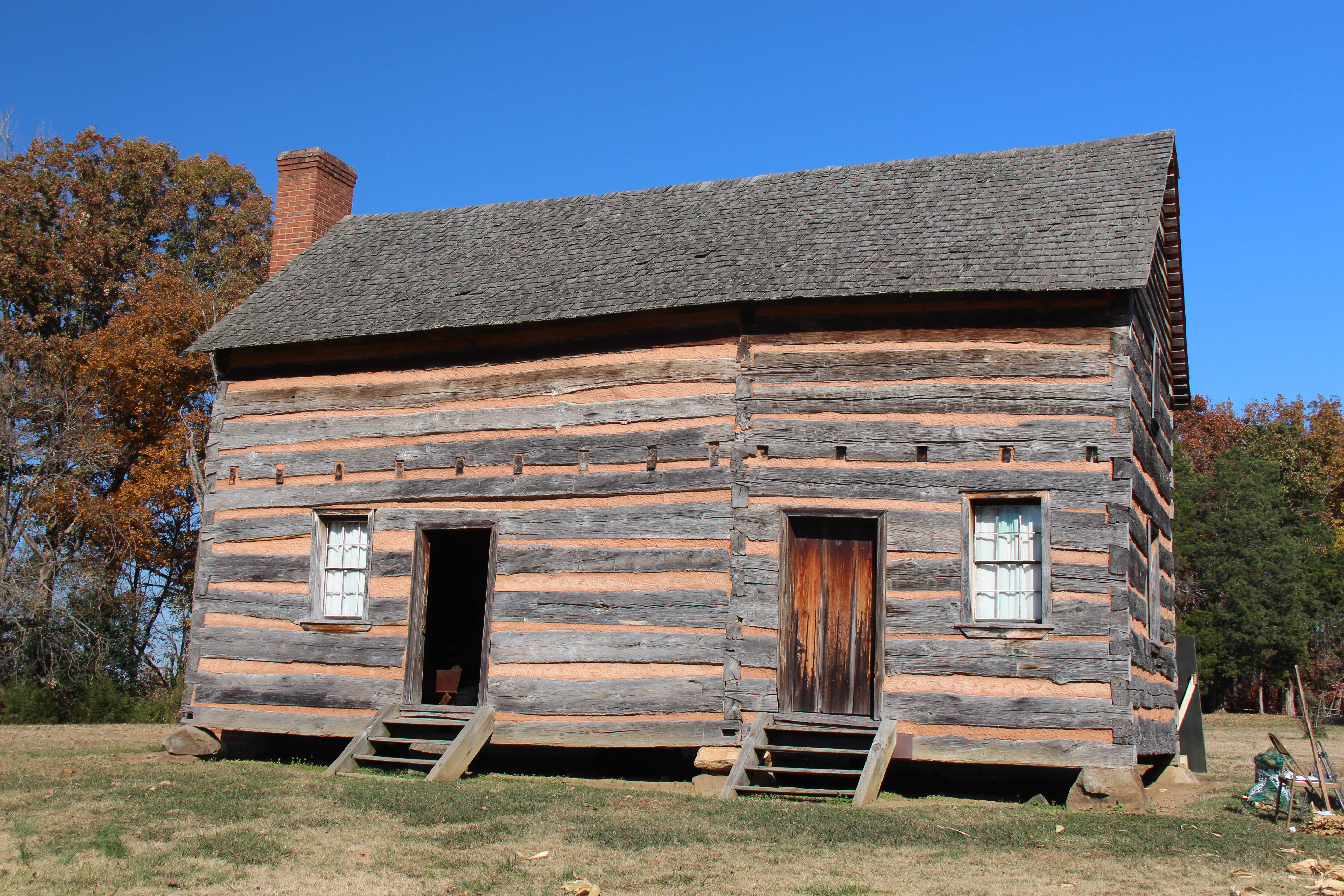
Reconstrução em Pineville do chalé de madeira em que Polk nasceu

Os Polk e Knox eram presbiterianos. Jane permaneceu devota por toda a vida, porém Samuel, cujo pai Ezekiel Polk era deísta, rejeitou o presbiterianismo dogmático. Ele recusou-se a declarar sua crença no cristianismo no batismo do filho, assim o pastor se recusou a batizar Polk. Segundo James A. Rawley, Jane mesmo assim "carimbou sua ortodoxia rígida em James, incutindo perpetuamente os traços calvinísticos de autodisciplina, trabalho duro, piedade, individualismo e a crença na imperfeição da natureza humana".
Ezekiel partiu em 1803 com quatro de seus filhos mais as famílias destes para a área do rio Duck no Tennessee; Samuel juntou-se a eles com sua própria família em 1806. Os Polk dominaram a política local no Condado de Maury e na nova cidade de Columbia. Samuel tornou-se um juiz do condado e os convidados que costumavam visitar sua casa incluíam figuras como Andrew Jackson, que nesse momento já tinha servido como juiz e no Congresso. Polk aprendeu com a conversa política que ocorria na mesa de jantar; tanto seu pai quanto avô eram grandes apoiadores do presidente Thomas Jefferson e oponentes do Partido Federalista.
Polk teve uma saúde fraca quando criança, uma grande desvantagem em uma sociedade de fronteira. Seu pai o levou para se encontrar com o doutor Philip Syng Physick, um proeminente médico da Filadélfia, a fim de tratar pedras urinárias. A viagem foi interrompida pelas dores de Polk, com o doutor Ephraim McDowell de Danville, Kentucky, acabando por operá-lo. Nenhum anestésico além de conhaque estava disponível. A operação foi um sucesso, porém talvez tenha deixado Polk estéril ou impotente, já que nunca teve filhos. Ele se recuperou rapidamente e tornou-se mais robusto. Seu pai ofereceu para colocá-lo para trabalhar em um dos negócios da família, porém Polk queria uma educação e matriculou-se em 1813 em uma academia presbiteriana. Tornou-se no mesmo ano membro da Igreja Sionista perto de sua casa e depois matriculou-se na Academia da Igreja Sionista. Em seguida entrou na Academia Bradley em Murfreesboro, Tennessee, onde provou-se um estudante promissor.
Polk entrou em janeiro de 1816 na Universidade da Carolina do Norte em Chapel Hill como um segundo anista do segundo semestre. A família Polk tinha conexões com a universidade, então uma pequena escola frequentada por aproximadamente oitenta estudantes; Samuel era o feitor da instituição no Tennessee enquanto seu primo William Polk era um fideicomissário. Seu colega de quarto foi William Dunn Moseley, que tornou-se o primeiro governador da Flórida. Polk juntou-se à Sociedade Dialética, onde participou de debates e aprendeu a arte da oratória, tornando-se seu presidente. Ele avisou em um discurso que alguns dos líderes dos Estados Unidos estavam flertando com ideais monárquicos, destacando Alexander Hamilton, adversário de Jefferson. Formou-se com honras em maio de 1818.
Ele voltou para Nashville, Tennessee, depois de se graduar com o objetivo de estudar direito junto ao renomado advogado criminal Felix Grundy, que acabou tornando-se seu mentor. Polk foi eleito em 20 de setembro de 1819 como o escriturário do Senado Estadual do Tennessee, que na época se reunia em Murfreesboro e para o qual Grundy fora eleito. Foi reeleito escriturário em 1821 sem oposição, continuando no cargo até o ano seguinte. Ele foi admitido à ordem dos advogados do Tennessee em junho de 1820, com seu primeiro caso sendo defender seu próprio pai contra uma acusação de luta em público; Polk conseguiu a soltura de Samuel mediante o pagamento de uma multa no valor de apenas um dólar. Ele abriu um escritório no Condado de Maury e tornou-se um advogado de sucesso, principalmente por lidar com muitos casos que surgiram devido ao Pânico de 1819, uma grande depressão financeira. A prática do direito subsidiava sua carreira política.

## Carreira política

### Legislador estadual
Polk, na época em que a legislatura estadual entrou em recesso em setembro de 1822, estava determinado em concorrer para a Câmara dos Representantes do Tennessee. A eleição seria em agosto de 1823, lhe permitindo muito tempo para fazer campanha. Ele já era conhecido localmente por ser parte da Maçonaria, sendo comissionado na Milícia do Tennessee como um capitão no regimento de cavalaria da 5ª Brigada. Foi depois nomeado coronel na equipe do governador William Carroll, sendo após isso frequentemente chamado de "Coronel". Polk foi energético em sua campanha, mesmo com muitos dos eleitores sendo membros do seu clã. As pessoas gostavam de sua oratória, o que lhe valeu o apelido de "Napoleão do Toco". Ele disponibilizou bebidas alcoólicas para seus eleitores nos locais de votação e conseguiu derrotar o incumbente William Yancey.

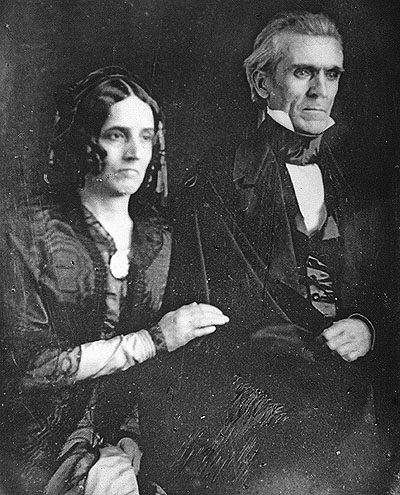
Daguerreótipo de 1849 de Polk com sua esposa Sarah

A partir do início de 1822, Polk começou a cortejar Sarah Childress; os dois ficaram noivos no ano seguinte e casaram-se em 1 de janeiro de 1824 em Murfreesboro. Sarah recebeu uma educação muito melhor do que outras mulheres da época, especialmente no Tennessee, sendo também oriunda de uma das famílias mais proeminentes no estado. Ela costumava ajudar o marido com seus discursos, lhe dava conselhos sobre questões políticas e desempenhava um papel ativo durante as campanhas eleitorais. Rawley comentou que a graça, inteligência e carisma de Sarah ajudou a compensar os trejeitos muitas vezes austeros de seu marido.
Grundy foi o mentor de Polk no direito, porém o segundo passou a cada vez mais se opor ao primeiro na legislatura em questões como reforma agrária, passando a apoiar as políticas de Andrew Jackson, então um herói militar depois de sua vitória em 1815 na Batalha de Nova Orleães. Jackson era amigo de família tanto dos Polk quanto dos Childress – há evidências que Sarah e seus irmãos o chamavam de "Tio Andrew" – com Polk rapidamente lhe apoiando para suas ambições presidenciais em 1824. O nome de Jackson foi apresentado em 1823 para uma indicação ao Senado dos Estados Unidos, depois da legislatura do Tennessee não ter conseguido chegar a um acordo em quem eleger. Polk quebrou com seus aliados usuais e votou na vitória de Jackson. Isto ampliou as chances presidenciais deste ao lhe dar experiência política recente a fim de igualar seus feitos militares. Assim começou uma aliança que continuaria até a morte de Jackson em 1845. Polk ficou conhecido durante boa parte de sua carreira política como "Nova Nogueira", baseado em um dos apelidos de Jackson que era "Velha Nogueira". Sua carreira política foi extremamente dependente de Jackson como seu apelido implicava.
Jackson conseguiu o maior número de votos eleitorais e de votos populares na eleição presidencial de 1824, porém como não alcançou a maioria no Colégio Eleitoral, a eleição foi passada para a Câmara dos Representantes, que acabou escolhendo John Quincy Adams, que havia ficado em segundo na disputa. Polk, assim como outros apoiadores de Jackson, acreditaram que Henry Clay, o presidente da câmara, trocou seu apoio como quarto lugar na eleição para Adams em uma barganha corrupta para se tornar o novo Secretário de Estado. Polk havia anunciado em agosto sua candidatura para a câmara no ano seguinte, pelo sexto distrito congressional do Tennessee. Foi tão vigoroso em sua campanha que Sarah começou a ficar preocupada pela saúde do marido. Seus oponentes o acusaram de, aos 29 anos de idade, ser muito novo para as responsabilidades de um deputado federal, porém ele mesmo assim venceu a eleição com 3 669 votos de um total de 10 440, tomando posse no congresso em março.

### Discípulo de Jackson

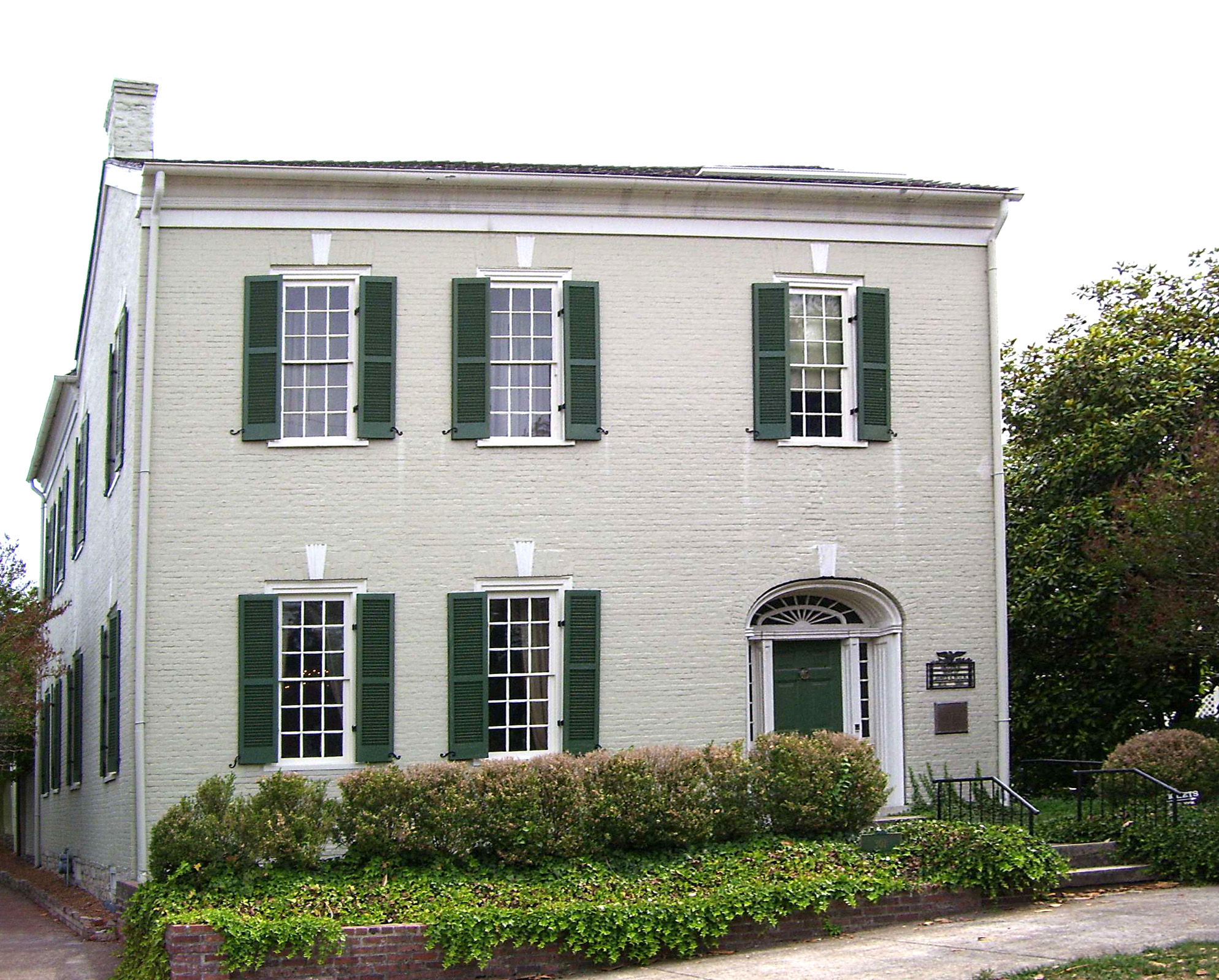
A casa de Polk em Columbia, onde passou sua vida adulta até tornar-se presidente. É sua única residência particular ainda de pé.

Polk chegou em Washington, D.C. em dezembro de 1825 para a sessão regular do congresso, alojando-se na pensão de Benjamin Burch junto com outros deputados do Tennessee, incluindo Sam Houston. Polk fez seu primeiro grande discurso em 13 de março de 1826, declarando que o Colégio Eleitoral deveria ser abolido e que o presidente deveria ser eleito pelo voto popular. Tornou-se um grande crítico do governo por ainda estar ressentido pela barganha feita entre Clay e Adams, frequentemente votando contra as políticas do presidente. Sarah permaneceu em casa em Columbia durante o primeiro ano do marido no congresso, porém juntou-se a ele em Washington a partir de dezembro de 1826; ela o ajudava com suas correspondências e ia ouvir seus discursos.
Ele foi reeleito em 1827 e continuou na oposição. Polk permaneceu em contato próximo com Jackson, atuando como conselheiro quando este concorreu à presidência em 1828. Tornou-se um dos mais proeminentes e leais apoiadores de Jackson na câmara depois do segundo ter vencido a eleição. Ele trabalhou em nome do novo presidente para se opor a "melhoramentos internos" subsidiados federalmente, como uma proposta de estrada entre Buffalo e Nova Orleães, ficando contente em maio de 1830 pelo veto da Rodovia Maysville, quando Jackson bloqueou um projeto que financiaria a extensão de uma estrada dentro de um único estado por considerá-la inconstitucional. Os oponentes do presidente alegaram que a mensagem do veto, que reclamava do congresso por aprovar projetos de cunho eleitoral, fora escrita por Polk, porém ele negou e afirmou que a mensagem era totalmente de autoria de Jackson.
Polk também foi o maior aliado do presidente na câmara durante a "Guerra do Banco", que desenvolveu-se por causa da oposição de Jackson a re-autorização do Segundo Banco dos Estados Unidos. Este guardava dólares federais, além de controlar boa parte do crédito dos Estados Unidos, já que poderia entregar dinheiro emitido por bancos locais para redenção em ouro e prata. Alguns políticos do oeste, como o presidente, eram contra o banco por acharem que era um monopólio agindo nos interesses do leste. Polk, como membro do Comitê de Formas e Meios, realizou investigações sobre o Segundo Banco, e o comitê acabou mesmo assim por votar em um projeto de lei pela renovação do alvará, com ele escrevendo um relatório minoritário condenando o banco. O projeto foi aprovado no congresso em 1832, porém Jackson o vetou e o congresso foi incapaz de reverter a decisão do presidente. A ação de Jackson foi extremamente controversa, porém recebeu considerável apoio público e ele facilmente venceu sua reeleição em 1832.
Como muitos sulistas, Polk era a favor de impostos baixos em bens importados, inicialmente simpatizando com a oposição de John C. Calhoun à Tarifa das Abominações durante a Crise da Nulificação de 1832–33, porém acabou movendo-se para o lado de Jackson assim que Calhoun começou a defender secessão. Ele assim permaneceu leal ao presidente enquanto este procurava afirmar o poder federal. Polk condenou a ideia de secessão e apoiou o Projeto de Lei da Força contra a Carolina do Sul, que tinha reivindicado a autoridade de nulificar impostos federais. A questão foi resolvida com o congresso aprovando uma tarifa de meio-termo.

### Proeminência
Polk tornou-se, em dezembro de 1835, o presidente do Comitê de Formas e Meios, uma posição poderosa na câmara, pouco depois de ter sido reeleito para um quinto mandato consecutivo. Nesse cargo, ele apoiou a retirada de Jackson de fundos federais do Segundo Banco. Seu comitê emitiu um relatório questionando as finanças do banco, apoiando as ações do presidente em outro. O comitê havia entregue em abril de 1834 um projeto para regular bancos de depósito estaduais, que permitiram que Jackson depositasse excedentes em outros bancos, com Polk conseguindo aprovar uma legislação que permitia a venda do estoque governamental no Segundo Banco.
Andrew Stevenson, Presidente da Câmara dos Representantes, renunciou do congresso em junho de 1834 para se tornar embaixador no Reino Unido. Polk concorreu ao cargo com o apoio do presidente, enfrentando John Bell, Richard Henry Wilde e Joel Barlow Sutherland. Bell, que tinha o apoio de muitos dos oponentes do governo, venceu a eleição depois de dez votações. Jackson fez valer dívidas políticas para tentar fazer Polk ser escolhido presidente da câmara no começo do próximo congresso em dezembro de 1835, prometendo-lhe em uma carta, que deveria ter sido destruída depois, que toda a Nova Inglaterra o apoiaria. Eles foram bem sucedidos e Polk sucedeu Bell no cargo.
Segundo o historiador Thomas M. Leonard, "Polk, por volta de 1836, enquanto servia como Presidente da Câmara dos Representantes, alcançou o pico de sua carreira no congresso. Ele estava no centro da Democracia Jacksoniana no chão da câmara e, com a ajuda de sua esposa, havia se integrado nos círculos sociais de Washington". O prestígio advindo do cargo de presidente da câmara fez com que o casal abandonasse a pensão em Washington onde estavam vivendo em favor de uma residência própria na Avenida Pensilvânia. Martin Van Buren, vice-presidente e sucessor escolhido de Jackson, derrotou vários candidatos do Partido Whig na eleição presidencial de 1836. A força Whig no Tennessee fez o senador Hugh Lawson White vencer o estado, porém o distrito de Polk ficou com Van Buren. Noventa por cento da população do Tennessee tinha votado em Jackson em 1832, porém muitos no estado não gostaram do fim do Segundo Banco ou não estavam dispostos a apoiar Van Buren.
Polk, como presidente do congresso, trabalhou em favor das políticas de Jackson e depois das de Van Buren. Ele nomeou comitês com maioria do Partido Democrata, incluindo o deputado radical Churchill C. Cambreleng de Nova Iorque para a presidência das Formas e Meios, porém mesmo assim tentou manter a aparência tradicionalmente apartidária do presidente. As duas maiores questões que enfrentou no cargo foram a escravidão e, depois do Pânico de 1837, a economia. Polk fez valer a "regra da mordaça", em que a Câmara das Representantes não aceitaria nem debateria petições acerca da escravidão. Isto gerou protestos ferozes vindos de Adams, que na época se tinha tornado um abolicionista e deputado por Massachusetts. Em vez de tentar silenciar o ex-presidente, Polk muitas vezes entrou em discussões verbais com Adams, fazendo Jackson concluir que o presidente da câmara deveria ter exercido uma liderança melhor. Van Buren e Polk também enfrentaram pressão pela rescisão de uma ordem de Jackson de 1836 de que pagamentos por terras governamentais deveriam ser feitos em ouro e prata. Alguns acreditavam que isto tinha levado à crise financeira ao criar falta de confiança no papel-moeda emitido por bancos. Apesar de tais argumentos, Van Buren, com o apoio de Polk e do gabinete, escolheu manter a ordem. Os dois tentaram estabelecer um sistema de tesouro independente que permitiria que o governo supervisionasse seus próprios depósitos, porém o projeto de lei foi derrotado na câmara. Este acabou sendo aprovado em 1840.
Polk tentou, por meio de seu profundo conhecimento das regras da câmara, trazer maior ordem aos procedimentos. Ele nunca desafiou ninguém para um duelo não importando o quanto tenham insultado sua honra, diferentemente de muitos de seus colegas. O declínio financeiro custou aos democratas lugares no congresso, tendo vencido a reeleição para presidente da câmara em dezembro de 1837 por apenas treze votos, prevendo que seria derrotado na eleição geral em 1839. Polk tinha ambições presidenciais, porém estava ciente que nenhum presidente da câmara se tinha tornado presidente (é até hoje a única pessoa a ter ocupado os dois cargos). Ele anunciou que, depois de sete mandatos como deputado, dois deles como presidente da câmara, não iria procurar reeleição, escolhendo em vez disso concorrer em 1839 a Governador do Tennessee.

### Governador
Os democratas, pela primeira vez na história, tinham perdido em 1835 o governo do Tennessee, com Polk por fim decidindo voltar para casa a fim de ajudar seu partido. O estado estava agitado por diversas disputas partidárias, tendo mudado muito em suas lealdades políticas desde os dias da ampla dominação Jacksoniana. Polk realizou sua primeira campanha de nível estadual contra Newton Cannon, o incumbente whig, que procurava seu terceiro mandato de dois anos como governador. O fato dele ter sido a pessoa convocada para "redimir" Tennessee dos whigs tacitamente o reconheceu como o líder estadual do Partido Democrata.
Polk fez campanha em questões nacionais, enquanto Cannon salientou questões locais. O governador foi superado por Polk nos debates iniciais, retornando assim para a capital Nashville ao alegar importantes deveres oficiais. Polk realizou discursos por todo o estado, procurando ficar mais bem conhecido do que apenas no centro do Tennessee. Ele foi atrás de Cannon quando este voltou para a campanha nos últimos dias, atravessando todo o estado para poder debater com o governador mais uma vez. Polk derrotou Cannon em 1 de agosto de 1839 por 54 102 votos contra 51 396, com os democratas também recuperando a legislatura estadual e conquistando três lugares no congresso por Tennessee.
O governador do Tennessee tinha poderes limitados: ele não detinha poder de veto e o tamanho pequeno do governo estadual limitava o clientelismo político. Entretanto, Polk enxergava o cargo como um trampolim para suas ambições nacionais, desejando ser nomeado como o vice-presidente de Van Buren na Convenção Nacional Democrata de maio de 1840. Ele esperava ser o substituto caso o vice-presidente Richard Mentor Johnson fosse tirado da chapa; Johnson não era popular entre muitos sulistas por ter tido duas filhas por amantes birraciais e por ter tentado introduzi-las na sociedade branca. O vice-presidente era oriundo do Kentucky, enquanto a origem de Tennessee de Polk traria um equilíbrio por Van Buren ser de Nova Iorque no norte. A convenção escolheu não apoiar nenhum candidato à vice-presidência, afirmando que a escolha seria feita depois do voto popular ter sido dado. Polk retirou seu nome da disputa três semanas depois, reconhecendo que Johnson era muito popular para ser substituído. O general William Henry Harrison, o candidato whig, realizou uma campanha jocosa com o slogan "Tippecanoe and Tyler Too", facilmente vencendo tanto o voto nacional quanto o estado do Tennessee. Polk fez campanha em vão por Van Buren e ficou envergonhado pelo resultado; Jackson, que tinha voltado para sua fazenda perto de Nashville, ficou horrorizado pela perspectiva de um governo whig. Harrison morreu um mês depois de tomar posse e foi sucedido por seu vice-presidente John Tyler, que rapidamente se desentendeu com os whigs.
Os três maiores programas de Polk como governador foram a regulamentação dos bancos estaduais, a implementação de melhorias internas e educação, porém elas não foram capazes de conquistar a aprovação da legislatura. Seu único grande sucesso foi a politicagem que garantiu que os dois senadores whigs de Tennessee fossem substituídos por democratas. Seu mandato foi prejudicado pela crise econômica que se seguiu ao Pânico de 1837 e que havia causado a derrota de Van Buren na eleição de 1840.
Os whigs, encorajados pela campanha bem sucedida de Harrison, colocaram o deputado estadual calouro James C. Jones do Condado de Wilson para concorrer contra Polk em 1841. Jones mostrou-se um incomodo extremamente efetivo contra Polk, com seu tom alegre e despreocupado durante os debates contrastando muito efetivamente com o tom sério do governador. Os dois debateram sobre o comprimento do Tennessee, com o apoio de Jones pela distribuição aos estados do excedente das rendas federais e defesa de um banco nacional chamando a atenção dos eleitores. Polk acabou derrotado em agosto de 1841 por três mil votos, sua primeira derrota eleitoral. Ele voltou para Columbia e para a prática do direito, preparando-se para concorrer novamente contra Jones em 1843, porém ele acabou derrotado novamente, desta vez por 3 833 votos, mesmo com Jones tendo realizado uma campanha bem menos jocosa do que na primeira vez. Seu futuro político ficou incerto depois de duas derrotas estaduais consecutivas.

## Eleição de 1844

### Indicação
Polk, apesar das derrotas, estava determinado em tornar-se o próximo Vice-Presidente dos Estados Unidos, vendo o cargo como um caminho para a presidência. Van Buren era o favorito para a indicação democrata e Polk iniciou uma campanha cuidadosa para ser seu parceiro de chapa. O ex-presidente enfrentava a oposição de sulistas que temiam suas visões sobre escravidão, enquanto seu manejo do Pânico de 1837 gerou oposição de alguns no oeste que acreditavam que suas políticas tinham prejudicado essa área do país. Muitos sulistas apoiavam uma candidatura de Calhoun, enquanto muitos do leste ficaram com o senador Lewis Cass de Michigan, com o ex-vice-presidente Johnson ainda mantendo fortes apoiadores dentre os democratas. Jackson garantiu a Van Buren por carta que Polk em suas campanhas para governador tinha "lutado bem a batalha e lutado sozinho". Polk esperava conseguir o apoio de Van Buren, insinuando que uma chapa dos dois poderia vencer no Tennessee, porém o ex-presidente não se convenceu.
A maior questão política nos Estados Unidos da época era a expansão territorial. A República do Texas tinha se revoltado bem sucedidamente em 1836 contra o México. O Texas era populado em sua maior parte por imigrantes norte-americanos, com aqueles em ambos os lados da fronteira do rio Sabine considerando inevitável que o Texas se juntaria aos Estados Unidos, porém isto iria enfurecer o México, que considerava o território como uma província rebelde e estava ameaçando guerra caso fosse anexado pelos norte-americanos. Jackson, quando presidente, reconheceu a independência texana, porém a vontade inicial pela anexação tinha esfriado. O Reino Unido desejava expandir sua influência para o Texas: os britânicos tinham abolido a escravidão e, caso o Texas fizesse o mesmo, criaria um refúgio ocidental para escravos fugitivos, igual ao norte. Um Texas fora dos Estados Unidos também ficaria no caminho daquilo que era visto como o Destino Manifesto norte-americano sobre o continente.
Clay foi indicado a presidente por aclamação durante a Convenção Nacional Whig, realizada em abril de 1844, com Theodore Frelinghuysen de Nova Jérsei escolhido como o parceiro de chapa. Clay, um dono de escravos do Kentucky em uma época que os oponentes à anexação do Texas argumentavam que isto daria mais espaço para a escravidão se espalhar, procurou uma nuance maior sobre a posição. Jackson, que apoiava uma chapa formada por Van Buren e Polk, ficou maravilhado ao saber que Clay tinha publicado uma carta nos jornais opondo-se a anexação, porém ficou devastado ao descobrir que Van Buren tinha feito a mesma coisa. Van Buren o fez porque temia estar perdendo sua base de apoio no nordeste, todavia seus apoiadores no sudoeste ficaram perplexos. Polk, por outro lado, escreveu uma carta pró-anexação que fora publicada quatro dias antes da carta de Van Buren. Jackson tristemente escreveu a seu antigo vice-presidente que nenhum candidato contra a anexação poderia ser eleito, decidindo que Polk era a melhor escolha para liderar a chapa. Jackson encontrou-se com Polk em 13 de maio e explicou que apenas um expansionista do sul ou sudoeste poderia ser eleito, acreditando que Polk era quem tinha as melhores chances. Este inicialmente ficou assustado, dizendo que o plano era "totalmente abortivo", porém acabou aceitando. Polk imediatamente escreveu instruindo seus representantes na convenção a trabalharem para sua nomeação a presidente.
Polk estava cético de que poderia vencer, mesmo com os cuidadosos esforços de Jackson em seu nome. Todavia, devido a oposição contra Van Buren por expansionistas no oeste e sul, Gideon Johnson Pillow, o principal representante de Polk na convenção, acreditava que o ex-governador poderia surgir como um candidato de meio-termo. Polk permaneceu em Columbia durante toda a convenção e publicamente expressou seu total apoio a uma candidatura de Van Buren, com muitos acreditando que procurava a vice-presidência. Ele foi um dos poucos democratas proeminentes que declararam apoio pela anexação do Texas.
A convenção começou em 27 de maio. Uma importante questão era se o candidato necessitaria de dois terços dos votos dos delegados, como havia acontecido nas convenções anteriores, ou uma simples maioria. Um voto por dois terços acabaria com a candidatura de Van Buren. A regra dos dois terços foi aprovada com a ajuda dos estados do sul. Van Buren conseguiu uma maioria na primeira votação presidencial, porém não alcançou os dois terços necessários, com seu apoio diminuindo cada vez mais em votações subsequentes. Cass, Johnson, Calhoun e James Buchanan também receberam votos na primeira votação, com Cass assumindo a liderança na quinta votação. A convenção continuou em um impasse depois da sétima votação: Cass não estava conseguindo atrair o apoio necessário para alcançar os dois terços, enquanto os apoiadores de Van Buren estavam cada vez mais desiludidos sobre suas chances. Os delegados estavam dispostos a considerar um novo candidato que pudesse quebrar o impasse.
A convenção entrou em recesso ao final da sétima votação e Pillow, que estava esperando a melhor oportunidade para apresentar o nome de Polk, foi conversar com George Bancroft de Massachusetts, um político e historiador que era um correspondente de longa data de Polk, que planejava nomeá-lo para vice-presidente. Bancroft tinha apoiado uma candidatura de Van Buren e estava disposto a ver o senador Silas Wright de Nova Iorque na liderança da chapa, porém este não consideraria tomar uma indicação que o ex-presidente desejava. Pillow e Bancroft pensaram que se Polk fosse indicado a presidente, Wright talvez aceitasse ser vice. O ex-procurador geral Benjamin Franklin Butler, chefe da delegação de Nova Iorque, leu antes da oitava votação uma carta pré-escrita por Van Buren a ser usada caso ele não pudesse ser indicado, retirando-se da disputa em favor de Wright. Entretanto, o senador também tinha preparado uma carta em que recusava-se a ser considerado um candidato presidencial e afirmava que concordava com a posição de Van Buren sobre o Texas. Wright provavelmente teria sido indicado caso sua carta nunca tivesse sido lida, porém sem ele, Butler começou a reunir os apoiadores de Van Buren na defesa de que Polk era o melhor candidato possível, com Bancroft apresentando seu nome diante da convenção. Polk recebeu apenas 44 votos na oitava votação, contra 114 de Cass e 104 de Van Buren, porém o impasse parecia estar a ponto de acabar. Butler retirou formalmente o nome do ex-presidente, com muitos delegados declarando seu apoio a Polk, com ele recebendo 233 votos na nona votação contra 29 de Cass, garantindo-lhe a indicação. Em seguida a nomeação foi feita de forma unânime.
Isto deixou em aberto a questão sobre quem seria o candidato a vice-presidente. Butler defendeu uma indicação de Wright e a convenção concordou com a ideia, com apenas oito delegados da Geórgia discordando. Notícias da indicação de Wright foram lhe enviadas por telégrafo até Washington, onde ele estava na ocasião, enquanto a convenção esperava. Ele acabou por não aceitar o segundo lugar na chapa, pois já tinha recusado a quase certa indicação a presidente. O senador Robert J. Walker do Mississippi, aliado próximo de Polk, então sugeriu o ex-senador George M. Dallas da Pensilvânia. Este era um candidato aceitável para todas as facções democratas e foi escolhido como a indicação vice-presidencial logo na segunda votação. Os delegados então aprovaram uma plataforma e encerraram a convenção em 30 de maio.
Muitos políticos contemporâneos, incluindo Pillow e Bancroft, reivindicaram nos anos seguintes o crédito por terem conseguido a indicação de Polk, entretanto, o historiador Walter R. Borneman achou que as duas pessoas que mais mereciam os créditos eram Polk e Jackson: "os dois que mais fizeram estavam lá no Tennessee, um ícone envelhecido confortável em [sua propriedade] e o outro um astuto político de carreira esperando com expectativa em Columbia". Os whigs ridicularizaram Polk com o canto de "Quem é James K. Polk?", alegando nunca terem ouvido falar dele até então. Apesar de Polk ter experiência como deputado federal, Presidente da Câmara dos Representantes e Governador do Tennessee, todos os presidentes até então tinham sido anteriormente vice-presidentes, secretários de Estado ou generais de alta patente. Polk foi descrito como o primeiro candidato presidencial "azarão" dos Estados Unidos, porém sua indicação foi uma surpresa bem menor do que aquelas dos futuros candidatos Franklin Pierce em 1852 e Warren G. Harding em 1920. Clay, apesar das zombarias de seu partido, reconheceu que seu adversário poderia unir os democratas.

### Campanha

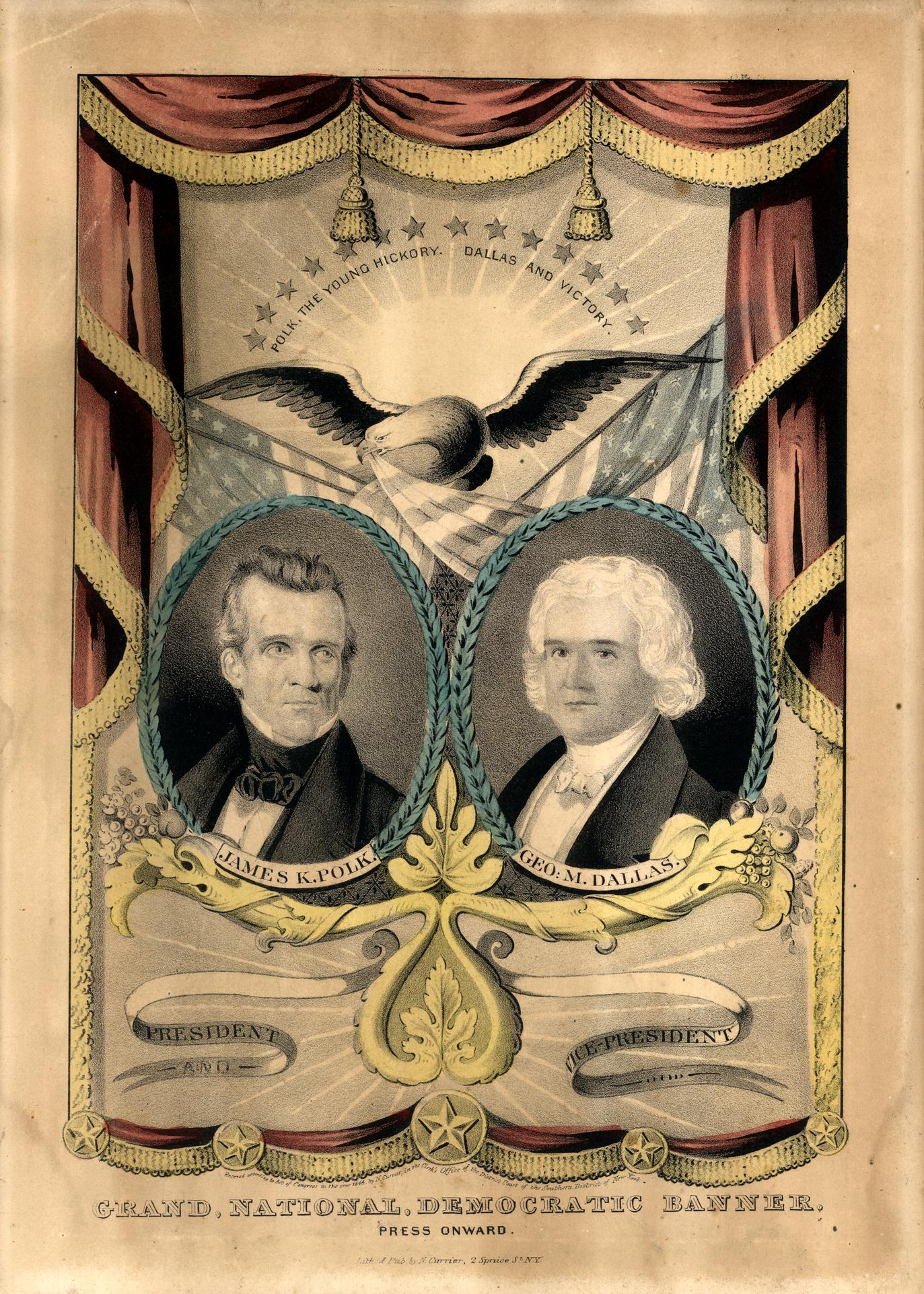
Pôster de campanha da chapa Polk/Dallas, por Nathaniel Currier

Rumores da indicação de Polk chegaram em Nashville em 4 de junho, para o deleite de Jackson; eles foram confirmados no dia seguinte. Despachos foram enviados para Columbia e chegaram no mesmo dia, com cartas e jornais, descrevendo o que havia ocorrido na convenção, chegando nas mãos de Polk no dia 6. Ele aceitou a indicação por carta em 12 de junho, alegando que nunca tinha desejado o cargo e afirmando sua intenção de servir apenas um mandato. Wright ficou amargurado pelo que chamou de "trama suja" contra Van Buren, exigindo garantias de Polk de que não tinha desempenhado papel; Wright apoiou a campanha apenas depois do candidato ter lhe assegurado que permaneceu leal ao ex-presidente. Polk permaneceu em Columbia e não fez discurso algum, seguindo o costume da época dos candidatos presidenciais evitarem fazer campanha e parecerem que queriam o cargo. Ele mesmo assim manteve constante correspondência com oficiais do partido a fim de organizar as ações. Polk fez suas opiniões públicas em sua carta aceitando a indicação e através de respostas a perguntas enviadas por cidadãos que eram publicadas nos jornais, frequentemente em algum arranjo.
Um possível ponto negativo para a campanha de Polk era se o imposto deveria ser apenas para se obter renda ou se tinha a intenção de proteger a indústria norte-americana. Ele elaborou a questão em uma carta pública. Polk afirmou que sempre defendeu que impostos deveriam ser suficientes apenas para financiar as operações governamentais, e que mantinha sua opinião, porém escreveu que, dentro dessa limitação, o governo poderia e deveria oferecer "proteção justa e equitativa" aos interesses do país, incluindo manufaturas. Recusou-se a comentar a questão mais do que isso, que era aceitável aos democratas, mesmo com os whigs salientando que ele não se tinha comprometido a nada. Uma delegação whig do vizinho Condado de Giles foi a Columbia em setembro carregando questões específicas sobre as posições de Polk sobre o imposto atual, a Tarifa de 1842 aprovada pelos whigs, afirmando que não iriam embora até conseguirem respostas. Ele demorou vários dias para responder e escolheu manter suas posições anteriores, provocando alardes nos jornais whigs.
Outra preocupação era a candidatura do presidente Tyler por um terceiro partido, algo que poderia dividir o voto democrata. Tyler fora nomeado por um grupo fiel de funcionários públicos. Ele não tinha ilusões de que poderia vencer, porém acreditava que poderia atrair apoiadores dos direitos estaduais e populistas a fim de dominar o equilíbrio de poder da eleição. Jackson era a única pessoa com estatura para resolver a situação, o que fez em duas cartas enviadas a amigos no Gabinete que ele sabia que seriam mostradas ao presidente, dizendo que os apoiadores deste seriam aceitos de volta ao Partido Democrata. O ex-presidente também escreveu que, assim que Tyler se retirasse da corrida, muitos democratas o aceitariam por causa de sua posição pró-anexação. Jackson também usou sua influência para impedir que Francis Preston Blair e seu jornal The Washington Globe, um órgão semioficial do partido, continuasse a atacar o presidente. Isto foi o suficiente e Tyler retirou-se da corrida em agosto.
Problemas partidários eram uma terceira questão. Polk e Calhoun fizeram as pazes quando Francis Wilkinson Pickens, ex-deputado federal da Carolina do Sul, visitou Columbia por dois dias e depois foi à propriedade de Jackson para sessões de conversa com o cada vez mais doente ex-presidente. Calhoun queria que o The Washington Globe fosse dissolvido, que Polk agisse contra os impostos aprovados em 1842 e promovesse a anexação. Assim que conseguiu essas promessas, tornou-se um grande apoiador.
Polk teve ajuda na questão do Texas quando Clay, tendo percebido que sua posição anti-anexação tinha lhe custado apoio, tentou clarificar suas opiniões em outras duas cartas. Isto acabou enfurecendo os dois lados, que atacaram o candidato, acusando-o de insinceridade. O Texas também ameaçava dividir os democratas seccionalmente, porém Polk conseguiu acalmar a maioria dos líderes partidários sulistas sem antagonizar os nortenhos. Ficou cada vez mais claro a medida que a eleição se aproximava que a maior parte do país era a favor da anexação, com alguns líderes whigs do sul apoiando a campanha de Polk devido a posição anti-anexação de Clay.

Resultados da eleição de 1844

A campanha foi vitriólica; ambos os candidatos acusaram o outro de vários atos maliciosos, com Polk tendo sido acusado de ser um duelista e um covarde. A difamação mais danosa foi a "Falsificação de Roorback": um item apareceu no final de agosto em um jornal abolicionista, parte de um livro detalhando viagens ficcionais pelo sul dos Estados Unidos por um tal Barão von Roorback, um nobre germânico imaginário. O Chronicle de Ithaca o publicou sem marcá-lo como ficção e inseriu uma frase que dizia que o viajante viu Polk vendendo quarenta escravos depois de marcá-los com suas iniciais. O item foi retirado do Chronicle depois de ser desafiado pelos democratas, porém foi amplamente republicado. Borneman acredita que a falsificação na verdade favoreceu Polk, pois serviu como lembrança aos eleitores que Clay também era dono de escravos. O historiador John Eisenhower escreveu que a difamação ocorreu muito tarde para poder ser refutada, provavelmente tendo custado Ohio a Polk. Por outro lado, alguns jornais sulistas defenderam Polk, com um em Nashville alegando que os escravos preferiam a marca do que a liberdade. O próprio Polk disse a correspondentes que seus escravos tinham sido herdados ou comprados de parentes em dificuldades; aliados como Pillow pintaram essa imagem paternalista. Isto não era verdade, porém não se sabia na época: Polk até então já tinha comprado mais de trinta escravos, tanto de parentes como de outros, principalmente para servirem de mão de obra em sua fazenda de algodão no Mississippi.
A eleição em 1844 não ocorreu em um único dia, com os estados na verdade tendo realizado suas votações entre os dias 1 e 12 de novembro. Polk venceu a disputa com 49,5% do voto popular e 170 dos 275 votos eleitorais. Tornou-se o primeiro presidente a ser eleito mesmo tendo perdido em seu estado natal, no caso o Tennessee, também tendo perdido em seu estado de nascimento, a Carolina do Norte. Entretanto, venceu na Pensilvânia e em Nova Iorque, onde Clay perdeu votos para o candidato anti-escravidão James G. Birney do Partido da Liberdade, que conseguiu mais votos em Nova Iorque do que a margem de vitória de Polk. Clay teria sido eleito presidente caso tivesse conseguido vencer em Nova Iorque.

## Presidência

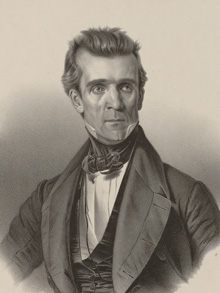
Gravura de Polk em 1845, por Charles Fenderich

Polk presidiu sobre um país cuja população tinha dobrado a cada vinte anos desde a Revolução Americana e que tinha alcançado igualdade geográfica com o Reino Unido. Seu mandato viu contínuos melhoramentos tecnológicos, incluindo a continuação da expansão das ferrovias e uso cada vez maior da telegrafia. Estes melhoraram a comunicação e o crescimento demográfico fez dos Estados Unidos uma potência militar cada vez maior, ao mesmo tempo que alimentaram seu expansionismo.
Polk estabeleceu quatro objetivos para seu governo: o restabelecimento de um Sistema Independente de Tesouro, já que os whigs tinham abolido aquele criado por Van Buren; a redução de impostos; a aquisição de parte ou de toda a Terra do Oregon e a aquisição da Alta Califórnia e de seus portos do México. Seus objetivos internos alinhavam-se com as políticas democratas, enquanto a realização de suas ambições externas significariam as primeiras grandes aquisições territoriais dos Estados Unidos desde o Tratado de Adams-Onís em 1819.

### Transição e gabinete
Polk foi informado de sua vitória em 15 de novembro e passou a focar sua atenção na formação de um gabinete geograficamente equilibrado. Ele consultou-se com Jackson e com um ou dois outros aliados, decidindo que os grandes estados de Nova Iorque, Pensilvânia e Virgínia deveriam ser representados no gabinete de seis pessoas, assim como seu estado natal do Tennessee. Na época, um novo presidente às vezes mantinha alguns dos chefes de departamento de seu predecessor, porém Polk queria um gabinete totalmente novo e isso mostrou-se delicado. O último Secretário de Estado de Tyler fora Calhoun, líder de uma facção considerável do Partido Democrata, entretanto, ao ser abordado por emissários, ele não se sentiu ofendido e estava disposto a deixar o cargo.
O presidente-eleito não queria que seu gabinete tivesse políticos com aspirações presidenciais, mas mesmo assim acabou escolhendo o senador James Buchanan da Pensilvânia, cuja ambição presidencial era amplamente conhecida na época, como seu Secretário de Estado. O deputado federal Cave Johnson do Tennessee, um amigo e aliado próximo de Polk, foi escolhido para o cargo de Diretor-Geral dos Correios, enquanto Bancroft, que desempenhou papel importante na convenção democrata, foi nomeado o novo Secretário da Marinha. Suas escolhas foram aprovadas por Jackson, quem Polk encontrou-se pela última vez em janeiro de 1845, já que o ex-presidente morreu em junho.
John Y. Mason da Virgínia, o último Secretário da Marinha de Tyler, era um amigo de Polk desde a época da faculdade e um antigo aliado, porém não estava na lista original para um cargo no gabinete. Como as escolhas foram sendo afetadas por politicagens faccionais e a vontade de Tyler de resolver a questão do Texas antes de deixar o cargo, Polk acabou escolhendo Mason como seu Procurador-Geral no último minuto. Walker também foi escolhido como o Secretário do Tesouro e William L. Marcy de Nova Iorque como Secretário da Guerra. Todos foram confirmados pelo senado assim que Polk tomou posse. Os membros trabalhavam bem juntos e poucos substitutos foram necessários. Uma mudança foi necessária em 1846, quando Bancroft, que queria um posto diplomático, foi nomeado embaixador no Reino Unido.
Enquanto Polk formava seu gabinete, Tyler procurava finalizar a anexação do Texas. O senado anteriormente tinha reprovado um tratado para anexar a república, porém o presidente pediu ao congresso que aprovasse uma resolução conjunta, apoiando-se em seu poder constitucional de admitir novos estados à união. Houve discordâncias sobre os termos sob os quais o Texas seria aceito, com Polk envolvendo-se nas negociações para acabar com o impasse. Com sua ajuda, a anexação foi aprovada por uma pequena margem no senado. Tyler estava inseguro sobre assinar ele mesmo a resolução ou deixá-la para Polk, enviando Calhoun a fim de consultar-se com seu sucessor, que não quis dar conselho algum. O presidente acabou oferecendo a anexação ao Texas nos termos da resolução durante seu último dia no cargo, 3 de março de 1845.

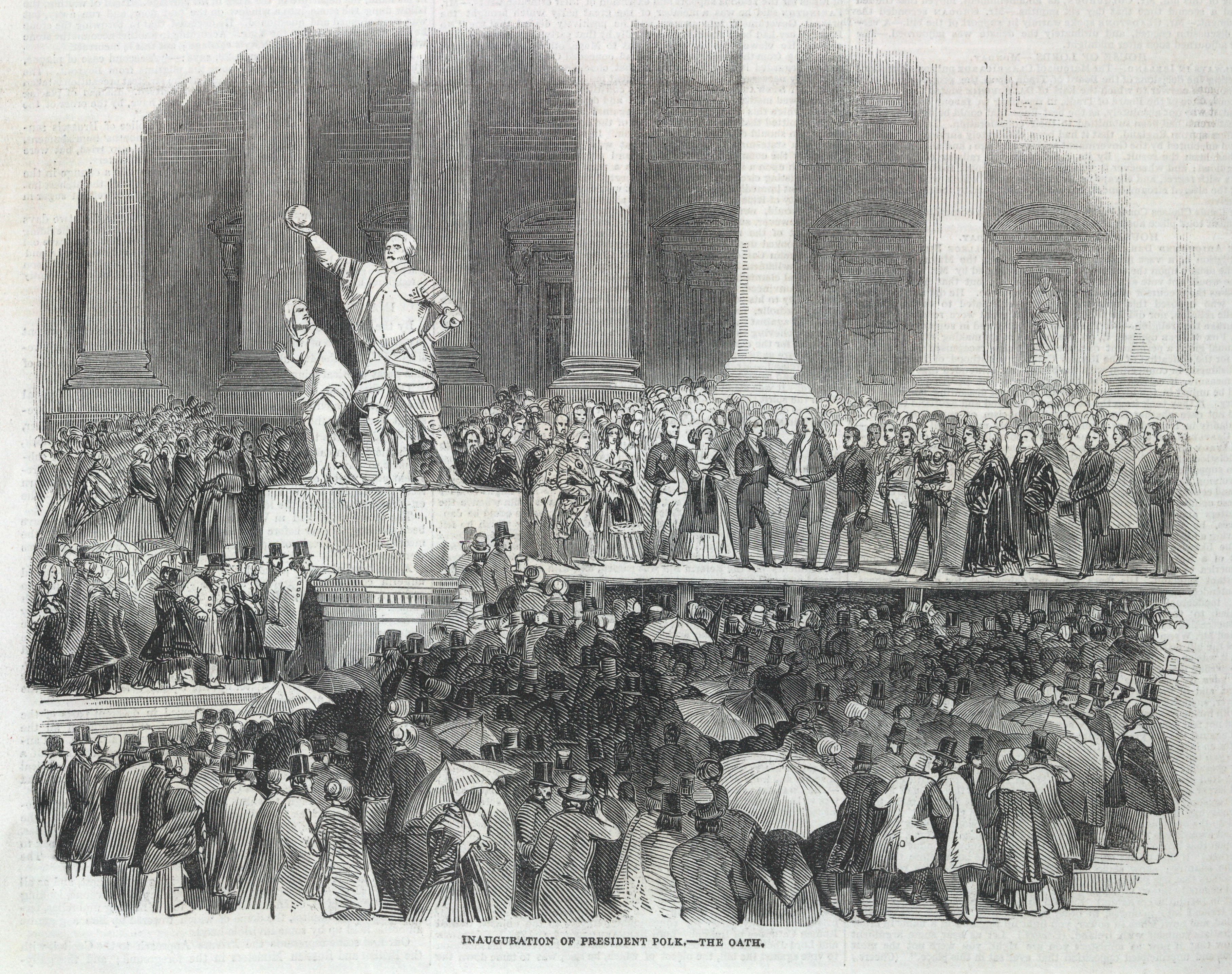
Ilustração contemporânea do The Illustrated London News da posse de Polk

Polk escreveu a Johnson antes da posse que "Tenho a intenção de ser eu mesmo Presidente dos E.U.A.". Ele acabaria por ganhar a reputação de trabalhador, passando até doze horas por dia em sua mesa, raramente deixando Washington. Escreveu: "Nenhum presidente que realiza suas funções fiel e conscientemente pode ter qualquer lazer. Prefiro supervisionar eu mesmo todas as operações do governo em vez de confiar assuntos públicos à subordinados, e isto faz com que meus deveres sejam muitos". Polk tomou posse em 4 de março de 1845 aos 49 anos de idade, então o presidente mais jovem da história. Sua cerimônia de posse foi a primeira a ser relatada por telégrafo e a primeira a ser mostrada em uma ilustração de jornal.
Seu discurso de posse ocorreu sob chuva, com ele deixando claro seu apoio à anexação ao fazer referência a 28 estados, incluindo assim o Texas. Proclamou sua fidelidade aos princípios de Jackson ao citar um famoso brinde deste: "Todo amante deste país deve tremer diante da possibilidade de sua dissolução, e estará pronto para adotar o sentimento patriótico, 'Nossa União Federal – ela dever ser preservada'". Ele afirmou sua oposição a um banco nacional e repetiu que os impostos poderiam incluir proteções incidentais. Apesar de não ter mencionado a escravidão especificamente, fez referência, condenando aqueles que queriam acabar com uma instituição protegida pela Constituição dos Estados Unidos.
Polk dedicou a segunda metade de seu discurso para abordar questões sobre política externa, especificamente aquelas relacionadas a expansão territorial. Ele aplaudiu a anexação do Texas, afirmando que este não era assunto para qualquer outro país se envolver, certamente o México. Também falou sobre a Terra do Oregon e dos muitos que estavam migrando para lá, prometendo defender os interesses dos Estados Unidos no local e proteger seus colonos.
O novo presidente escolheu Joseph Knox Walker, filho de sua irmã, para ser seu secretário pessoal, uma posição especialmente importante porque, além de seus escravos, Polk não tinha funcionários na Casa Branca. Walker foi viver na residência presidencial junto com sua família cada vez maior (dois filhos nasceram enquanto morava lá) e realizou seus deveres competentemente durante todo o mandato de seu tio. Outros parentes costumavam visitar a Casa Branca, alguns por períodos de tempo estendidos.

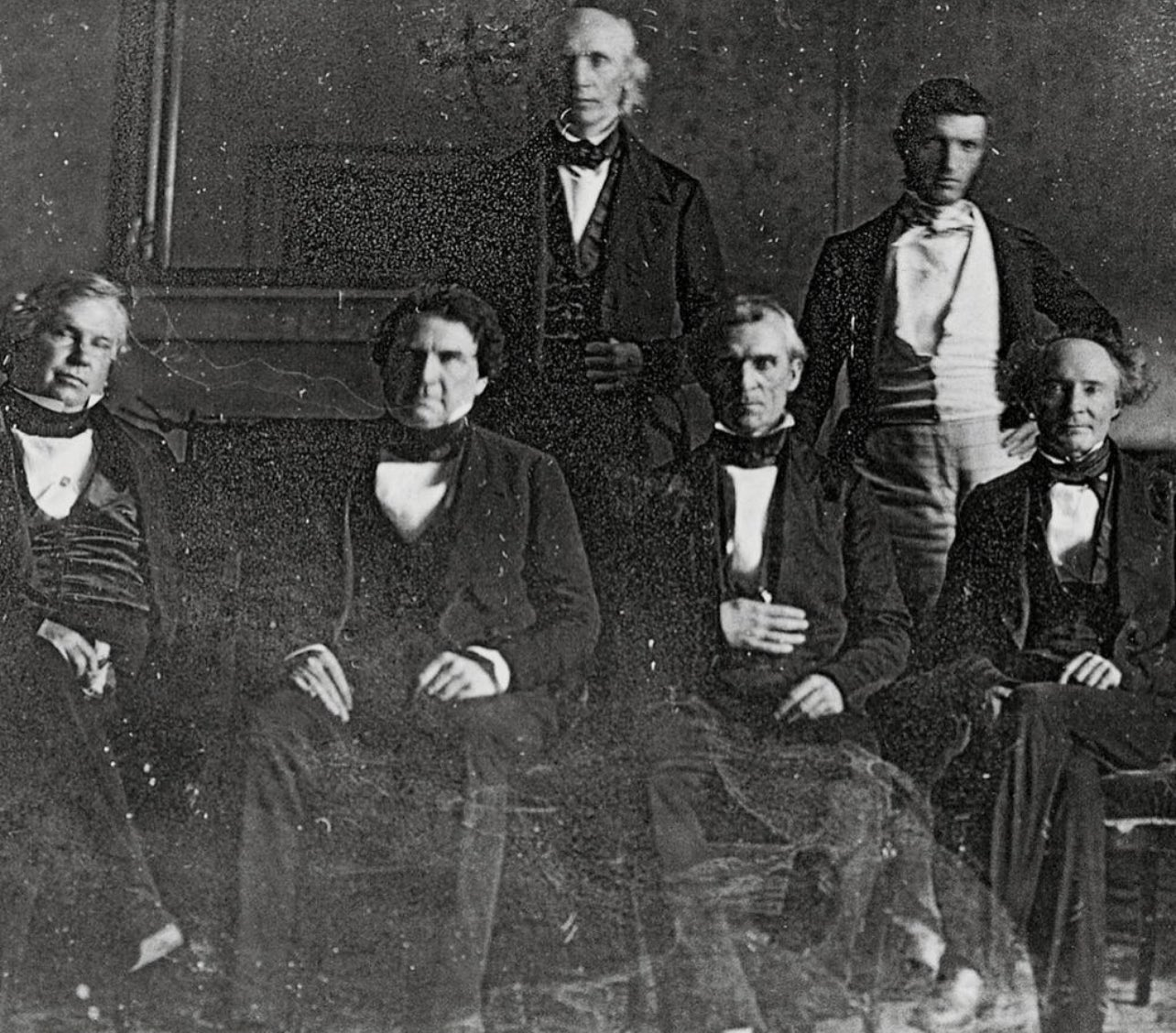
Polk e seu gabinete na Casa Branca em 1846. Em pé, esquerda para direita: Johnson e Bancroft. Sentados, esquerda para direita: Mason, Marcy, Polk e Walker. Buchanan é o único ausente. Esta foi a primeira fotografia tirada dentro da Casa Branca e a primeira de um gabinete presidencial.

| Gabinete de Polk            |                  |           |
| Cargo                       | Nome             | Mandato   |
|                             |                  |           |
| Presidente                  | James K. Polk    | 1845–1849 |
| Vice-Presidente             | George M. Dallas | 1845–1849 |
|                             |                  |           |
| Secretário de Estado        | James Buchanan   | 1845–1849 |
|                             |                  |           |
| Secretário do Tesouro       | Robert J. Walker | 1845–1849 |
|                             |                  |           |
| Secretário da Guerra        | William L. Marcy | 1845–1849 |
|                             |                  |           |
| Procurador-Geral            | John Y. Mason    | 1845–1846 |
|                             | Nathan Clifford  | 1846–1848 |
|                             | Isaac Toucey     | 1848–1849 |
|                             |                  |           |
| Diretor-Geral dos Correiros | Cave Johnson     | 1845–1849 |
|                             |                  |           |
| Secretário da Marinha       | George Bancroft  | 1845–1846 |
|                             | John Y. Mason    | 1846–1849 |

### Política externa

#### Partição do Oregon
O Reino Unido reivindicava posse da Terra do Oregon a partir das viagens realizadas por James Cook e George Vancouver no século XVIII, já os Estados Unidos baseavam sua reivindicação na Expedição de Lewis e Clark e na descoberta do rio Columbia pelo norte-americano Robert Gray. O Império Russo tinha, por tratado, aberto mão de qualquer pretensão territorial ao sul da fronteira da América Russa, enquanto a Espanha, que até a Guerra da Independência do México era dona de toda a costa do Oceano Pacífico ao sul do paralelo 42 N, havia cedido quaisquer possíveis reivindicações da área ao norte para os Estados Unidos no Tratado Adams–Onís de 1819.

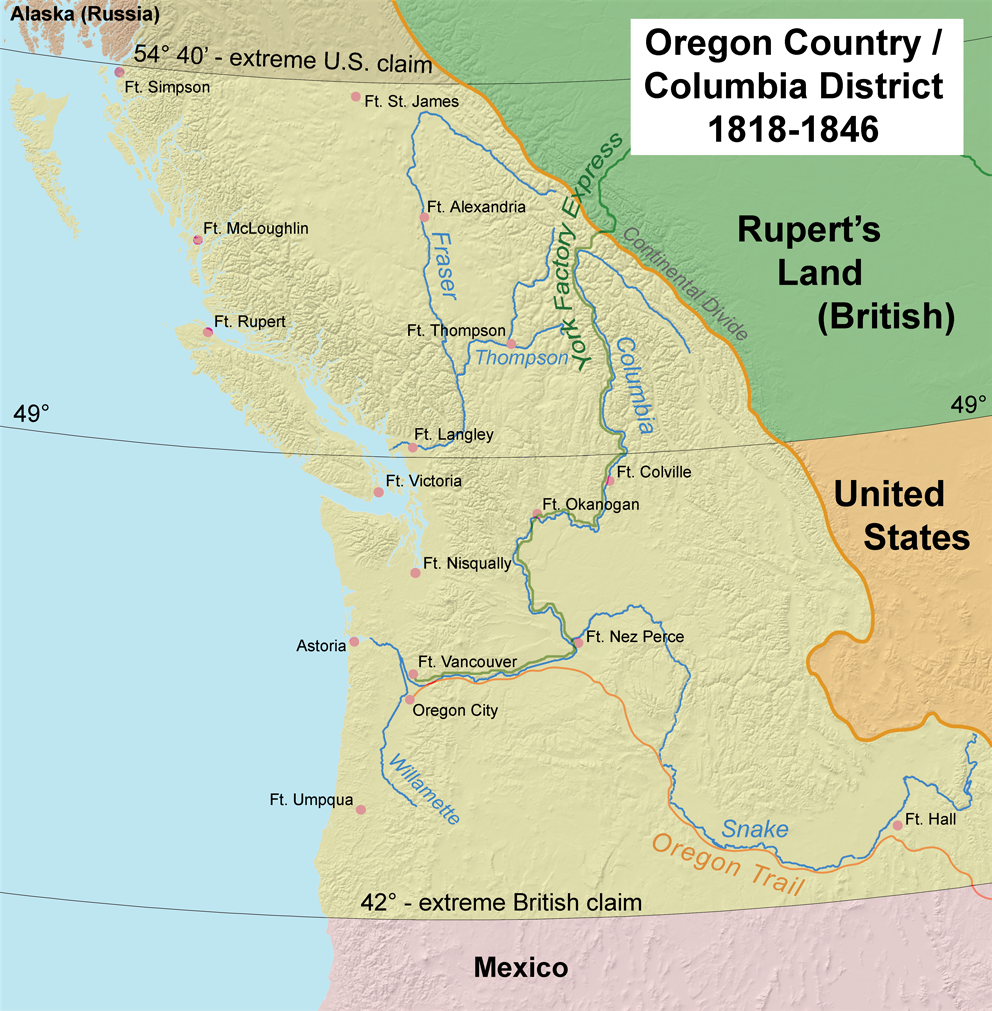
Mapa da Terra do Oregon, que o Tratado do Oregon dividiu entre norte-americanos e britânicos no paralelo 49

Os Estados Unidos e o Reino Unido negociaram em vez de irem para guerra por causa de um território distante e pouco povoado. A Terra do Oregon estava sob ocupação e controle conjunto pelos dois países desde a época da assinatura do Tratado de 1818. Governos norte-americanos anteriores tinham oferecido a divisão do território ao longo do paralelo 49, algo que não era aceitável aos britânicos, já que tinham interesses comerciais no rio Columbia. A partição proposta pelo Reino Unido era inaceitável para Polk, já que os Estados Unidos abririam mão do Estuário do Puget e todas as terras ao norte do rio Columbia, enquanto os britânicos não estavam dispostos a aceitar que o paralelo 49 fosse até a costa do Pacífico, já que faria com que todo o estuário ficasse com os norte-americanos, isolando seus assentamentos nas margens do rio Fraser. Edward Everett, o embaixador de Tyler no Reino Unido, tinha informalmente proposto dividir o território pelo paralelo 49 e conceder a estratégica Ilha Vancouver aos britânicos, lhes permitindo assim acesso ao Pacífico; entretanto, quando Richard Pakenham, novo embaixador do Reino Unido em Washington, chegou em 1844 para seguir com as negociações, ele descobriu que muitos norte-americanos queriam o território inteiro. O Oregon não fora uma grande questão na eleição de 1844, porém um tratado com os britânicos ficou mais urgente devido o grande influxo de colonos norte-americanos em 1845, aliado ao espírito expansionista cada vez mais presente enquanto o Texas e o Oregon chamavam a atenção pública. Muitos no Partido Democrata acreditavam que os Estados Unidos deveriam ir do Atlântico ao Pacífico, filosofia descrita como Destino Manifesto.
Os dois lados procuraram um acordo, porém também viam o território por seu valor geopolítico que desempenharia um papel importante na determinação de quem seria a potência dominante na América do Norte. Polk havia anunciado em seu discurso de posse que enxergavam a reivindicação norte-americana como "clara e inquestionável", recebendo ameaças de guerra de líderes britânicos caso tentasse tomar todo o território. O presidente tinha evitado clamar por todo o território, que chegava ao paralelo 54, mesmo com a plataforma democrata fazendo essa reivindicação. Polk, apesar de sua retórica belicosa, considerava insensato uma guerra com o Reino Unido, com ele e Buchanan abrindo negociações. O presidente, assim como seus predecessores, propôs uma divisão ao longo do paralelo 49, algo que foi recusado imediatamente por Pakenham. Buchanan estava cauteloso sobre uma guerra em dois frontes contra México e Reino Unido, já Polk não queria arriscar guerra com ambos em busca de um acordo favorável. O presidente, em sua mensagem anual ao congresso em dezembro de 1845, citou a Doutrina Monroe para falar da intenção dos Estados Unidos de manter as potências europeias longe, seu primeiro grande uso desde sua origem em 1823. O congresso, depois de muitos debates, acabou aprovando em abril de 1846 uma resolução, anexando também sua esperança de que a questão fosse resolvida amigavelmente.
Lorde George Hamilton-Gordon, 4º Conde de Aberdeen e Secretário de Estado para os Assuntos Estrangeiros, soube da proposta rejeitada por Pakenham e pediu aos Estados Unidos para que as negociações fossem reabertas, porém Polk não estava disposto a menos que uma proposta viesse dos britânicos. Boas relações comerciais com os norte-americanos eram mais importantes para Aberdeen do que um território distante, já que o Reino Unido estava movendo-se em direção do livre comércio com a abolição das Leis dos Cereais. O presidente permitiu que Buchanan informasse Louis McLane, embaixador em Londres, de que o governo receberia favoravelmente uma proposta britânica baseada na divisão do paralelo 49. Pakenham apresentou em junho de 1846 uma oferta, pedindo uma fronteira ao longo do paralelo 49, exceto que o Reino Unido manteria a Ilha Vancouver, com súditos britânicos também ficando com direitos de navegação limitados pelo rio Columbia até o fim do alvará da Companhia da Baía de Hudson em 1859. Polk e a maioria do gabinete estavam preparados para aceitar a proposta, porém Buchanan mudou de opinião e pediu para que os Estados Unidos tentassem controlar toda a Terra do Oregon. Polk considerou que a virada de seu secretário estava ligada com suas ambições presidenciais.
Buchanan foi finalmente convencido e Polk escolheu fazer o senado avaliar (favoravelmente) um rascunho do tratado, em seguida submetendo-o totalmente ao senado para ratificação. O Tratado do Oregon foi aprovado em uma votação de 41 a 14, com a oposição vindo dos radicais que desejavam tomar o território inteiro. A aparente disposição de Polk de ir para guerra contra o Reino Unido havia assustado muitos, porém suas táticas de negociação conquistaram aos Estados Unidos concessões dos britânicos, particularmente sobre o rio Columbia, que um presidente mais conciliatório talvez não tivesse conseguido.

#### Anexação do Texas

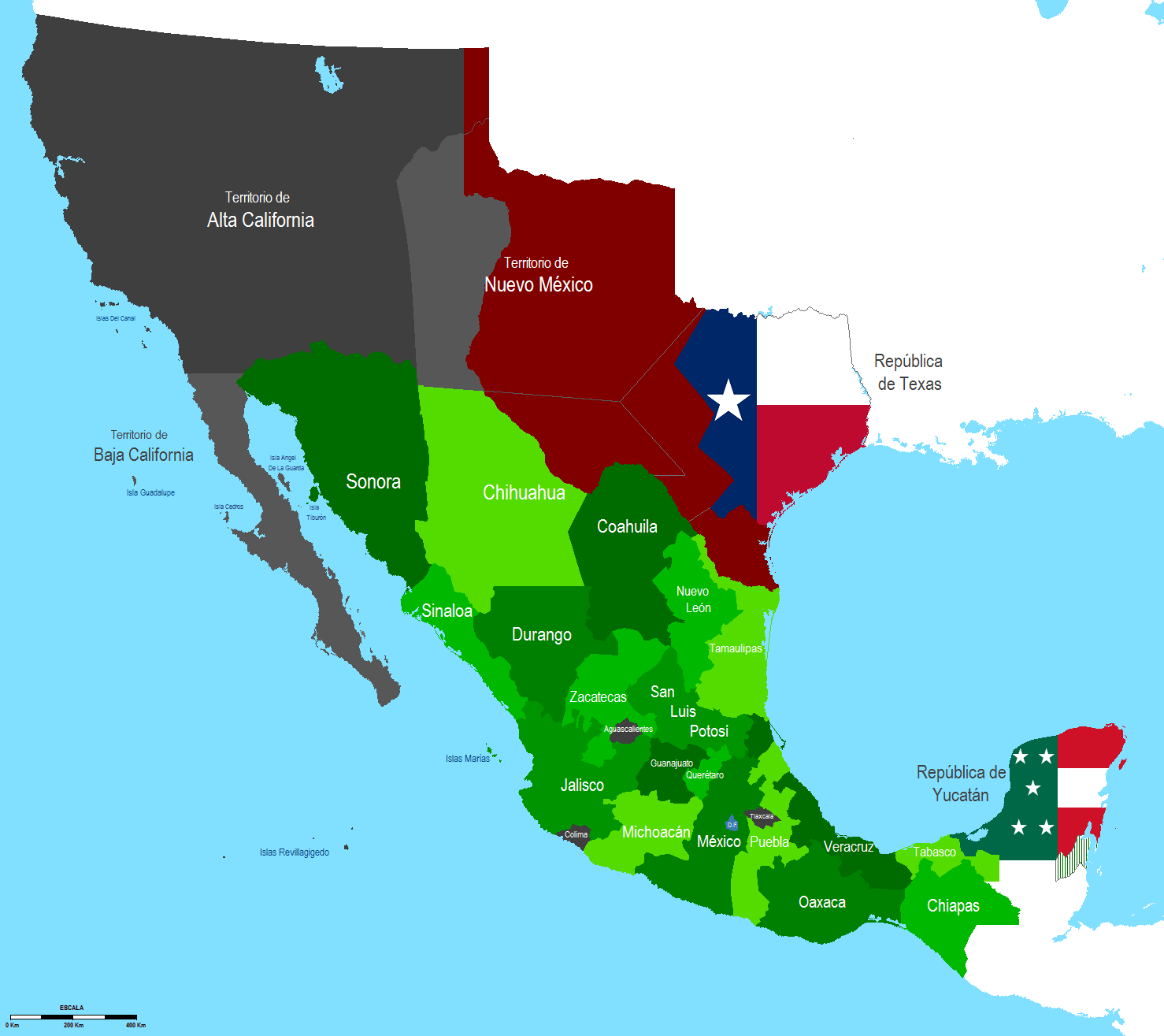
Mapa do México em 1845, com a República do Texas e a República de Yucatán e os territórios disputados entre México e Texas em vermelho. O México reivindicava todo o Texas como seu

A resolução de anexação assinada por Tyler lhe deu escolha de pedir que o Texas aprovasse a anexação ou reabrisse negociações; Tyler enviou um mensageiro a Andrew Jackson Donelson, representante dos Estados Unidos no Texas, escolhendo a primeira opção. Assim, a primeira grande decisão de Polk no cargo foi se deveria chamar de volta o mensageiro despachado por seu predecessor.
Polk escolheu deixar o mensageiro continuar em sua jornada, na esperança que o Texas aceitaria a oferta. Ele também enviou o deputado federal Archibald Yell do Arkansas como seu emissário pessoal com garantias suas de que os Estados Unidos defenderiam o Texas, além de que resolveriam sua fronteira do sul no rio Grande, como reivindicado pelo Texas, em vez de que no rio Nueces, como reivindicava o México. Polk manteve Donelson no seu posto e este tentou convencer os líderes texanos a aceitar os termos de anexação propostos pelo governo de Tyler. O sentimento público no Texas era a favor da anexação, porém alguns líderes, incluindo o presidente Anson Jones, esperavam negociar termos melhores. O Reino Unido tinha oferecido  para negociar um tratando em que o Texas conseguiria o reconhecimento do México em troca pela promessa de nunca se anexar a outro país, porém seu influente ex-presidente Sam Houston, depois de alguma consideração, a rejeitou, assim como o Congresso do Texas.
Uma convenção ratificou a anexação em julho de 1845 e depois ela foi votada pela população. Polk assinou uma resolução em dezembro anexando o Texas, que tornou-se o 28º estado. O México tinha rompido relações com os Estados Unidos em março; a anexação aumentou as tensões, já que o México nunca tinha reconhecido a independência texana.

#### Guerra com o México

##### Prelúdio
Logo após a ratificação da anexação em 1845, tanto norte-americanos quanto mexicanos enxergavam uma guerra entre os dois países como uma possibilidade inevitável. Polk começou as preparações para um conflito em potencial com o México pelo Texas ao enviar um exército liderado pelo general de brigada Zachary Taylor para o território texano. Taylor e o comodoro David Conner da Marinha dos Estados Unidos, no comando de navios norte-americanos perto da costa mexicana, receberam ordens de evitar provocarem uma guerra, ao mesmo tempo que deviam se preparar para um conflito e responder a qualquer agressão. Apesar do presidente ter feito as forças armadas se prepararem para um embate, ele não acreditava que chegaria a isso, em vez disso pensando que o México cederia sob pressão.

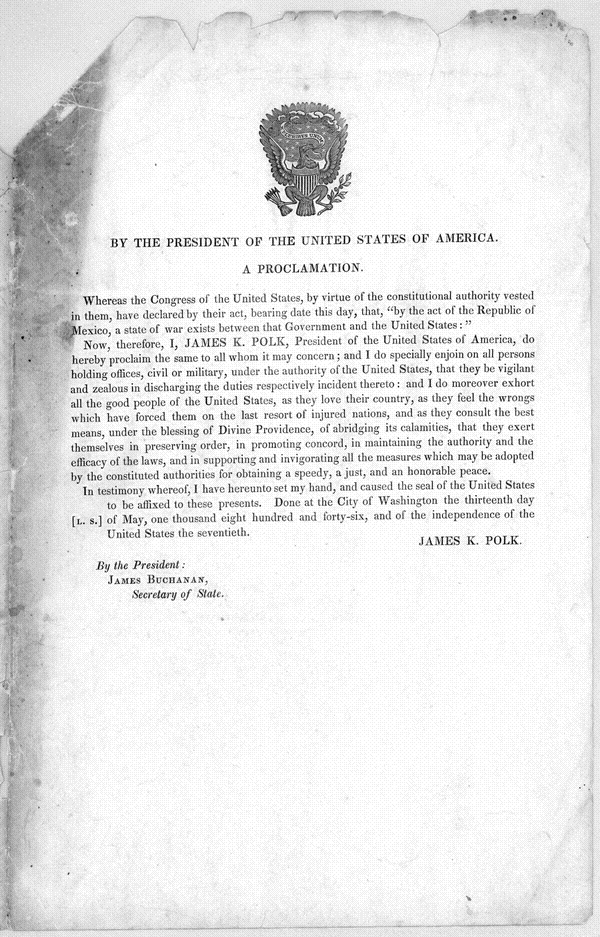
Proclamação presidencial de guerra contra o México

Polk esperava que uma demonstração do poderio militar dos Estados Unidos por Taylor e Conner poderia evitar a guerra e levar a negociações com o governo mexicano. O presidente enviou o diplomata John Slidell no final do ano para comprar os territórios de Santa Fé de Novo México e Alta Califórnia do México por algo entre vinte e quarenta milhões de dólares, além de conseguir um acordo sobre a fronteira do rio Grande. Slidell chegou na Cidade do México em dezembro. O presidente José Joaquín de Herrera não queria recebê-lo devido as hostilidades públicas contra os Estados Unidos. As credenciais de embaixador de Slidell foram recusadas pelo conselho governamental mexicano, com o próprio Herrera tendo sido deposto pouco tempo depois por um golpe militar liderado pelo general de brigada Mariano Paredes y Arrillaga, um linha dura que prometeu tomar o Texas de volta. Despachos de Slidell para John Black, o cônsul norte-americano no México, deixou claro que os objetivos dos Estados Unidos de expansão territorial não poderiam ser alcançadas sem guerra.
As instruções de Taylor eram de repelir incursões mexicanas ao norte do rio Grande, porém seu exército inicialmente não avançou mais do que Corpus Christi na foz do Nueces. O presidente ordenou em 13 de janeiro de 1846 que o general procedesse até o rio Grande, porém demorou para que a marcha pudesse começar. Polk estava convencido que enviar Taylor para a faixa entre os dois rios iria causar guerra; mesmo que não ocorresse, estava preparado para pedir ao congresso que uma fosse declarada. O presidente, enquanto isso, considerou apoiar um golpe liderado pelo ex-presidente e general exilado Antonio López de Santa Anna na esperança de que este venderia partes da Califórnia.
Slidell retornou para Washington em maio de 1846 e apresentou sua opinião que era improvável que negociações com o governo mexicano fossem bem sucedidas. Polk considerou o tratamento dado a seu diplomata como um insulto e uma "ampla causa para guerra", preparando-se para pedir ao congresso por uma declaração formal. Enquanto isso, Taylor tinha alcançado o rio Grande em março e seu exército acampou no lado oposto a Heroica Matamoros. O general norte-americano começou a bloquear a cidade no mês seguinte depois do general mexicano Pedro de Ampudia ter exigido que Taylor voltasse para o rio Nueces. Uma escaramuça para o norte do rio Grande no dia 25 de abril terminou com a morte ou captura de dúzias de soldados norte-americanos, ficando conhecida como o Incidente de Thornton. Notícias do ocorrido só chegaram em Washington em 9 de maio, com Polk reunindo o gabinete imediatamente e conseguindo aprovação para seu plano de enviar uma mensagem de guerra ao congresso baseado no fato que o México tinha "derramado sangue americano em solo americano". Sua mensagem foi moldada a fim de apresentar o conflito como uma defesa justa e necessária do país contra um vizinho que há muito tinha incomodado os Estados Unidos.
A Câmara dos Representantes aprovou por uma enorme maioria uma resolução declarando guerra e autorizou o presidente a aceitar cinquenta mil voluntários no exército. Alguns daqueles que votaram a favor não estavam convencidos que os Estados Unidos tinham uma causa justa para ir a guerra, porém temiam que fossem considerados antipatrióticos. Oponentes da guerra no senado, liderados por Calhoun, questionaram a versão do presidente sobre os eventos. Mesmo assim, a resolução foi aprovada pelos senadores por quarenta votos contra dois, com Calhoun se abstendo, marcando assim o início da Guerra Mexicano-Americana.

##### Conflito

Mapa das movimentações norte-americanas e mexicanas na guerra.
Território disputado
Território dos Estados Unidos, 1848
Território do México, 1848
Após Tratado de Guadalupe Hidalgo

Depois de algumas escaramuças iniciais, Taylor e seu exército marcharam  para longe do rio com o objetivo de garantirem uma linha de suprimentos, deixando uma base improvisada, Forte Texas. Forças mexicanas sob o comando do general Mariano Arista tentaram bloquear o caminho de Taylor enquanto outras tropas cercavam o Forte Texas, forçando o general norte-americano a atacar caso esperasse poder resgatar a fortificação. Na Batalha de Palo Alto, o primeiro grande confronto da guerra, as forças de Taylor forçaram Arisca a recusar, sofrendo apenas quatro mortes contra centenas dos mexicanos. No dia seguinte foi travada a Batalha de Resaca de la Palma, em que o exército norte-americano saiu-se novamente vitorioso e fez as forças mexicanas fugirem. Esses sucessos iniciais aumentaram o apoio pela guerra, que havia dividido a população apesar das votações de grande margem no congresso. Muitos whigs nortenhos eram contra o conflito, assim como outros, que achavam que Polk tinha usado de patriotismo para manipular a nação em lutar uma guerra cujo objetivo era dar espaço para a escravidão se expandir.
Polk não confiava nos dois oficiais mais graduados do exército, Taylor e o major-general Winfield Scott, já que ambos eram whigs, porém eles não foram substituídos por o presidente achar que o congresso não aprovaria. Ele ofereceu a Scott a posição de alto comandante, que foi aceita. Polk e Scott se conheciam e não gostavam um do outro: o presidente fez a nomeação mesmo com o general tendo tentado a indicação de seu partido para a eleição presidencial de 1840.  Polk achou que Scott demorou muito para fazer com que seu exército partisse de Washington até o rio Grande, ficando enfurecido ao descobrir que o comandante estava usando sua influência no congresso para impedir o plano do governo de expandir o número de generais. As notícias da vitória de Taylor em Resaca de la Palma chegaram nessa época e o presidente decidiu dar o comando de campo a Taylor e deixar Scott na capital. Polk também ordenou que Conner permitisse que Santa Anna voltasse para o México de seu exílio em Havana, também enviando uma expedição liderada por Stephen W. Kearny até Santa Fé.
Polk temia uma intervenção de britânicos ou franceses e enviou o tenente Archibald H. Gillespie para a Califórnia com o objetivo de fomentar uma rebelião pró-Estados Unidos que poderia ser usada como justificativa para anexação. O capitão John C. Frémont encontrou-se com Gillespie e liderou colonos no norte da Califórnia a derrubar a guarnição mexicana de Sonoma naquilo que ficou conhecido como a Revolta da Bandeira do Urso. Forças sob o comando de Kearny capturaram Santa Fé em agosto de 1846 sem disparar um único tiro. Quase simultaneamente, o comodoro Robert F. Stockton desembarcou em Los Angeles e proclamou a captura da Califórnia. Os Estados Unidos efetivamente tomaram o controle dos territórios de Santa Fé de Novo México e Alta Califórnia. O fronte ocidental mesmo assim mostrou-se uma dor de cabeça para Polk, já que uma disputa entre Frémont e Kearny levou a uma ruptura entre o presidente e o poderoso senador Thomas Hart Benton do Missouri, sogro de Frémont.

Notícias da Guerra do México, por Richard Caton Woodville em 1848. O conflito causou grande interesse entre o público norte-americano

A euforia pública inicial se dissipou lentamente. Polk pediu ao congresso em agosto de 1846 a apropriação de dois milhões de dólares como pagamento adiantado pela compra em potencial de terras mexicanas. O pedido do presidente gerou oposição, já que ele nunca antes tinha revelado seu interesse em anexar partes do México além das terras reivindicadas pelo Texas. Não estava claro se essas terras teriam escravos ou seriam livres, havendo um grande debate seccional. O deputado David Wilmot da Pensilvânia, antes um grande apoiador do governo, ofereceu um projeto de lei que baniria a escravidão em qualquer terra obtida por dinheiro. O projeto da apropriação do dinheiro, com a provisão de Wilmot, foi aprovada na câmara mas recusada no senado. Essa discordância custou ao Partido Democrata o controle da Câmara dos Representantes nas eleições de 1846. Polk ainda assim conseguiu no começo do ano seguinte aprovar uma lei aumentando o número de regimentos do exército, em seguida finalmente aprovando a apropriação.
O enviado norte-americano Alexander Slidell Mackenzie se encontrou com Santa Anna em julho de 1846, oferecendo termos em que os Estados Unidos pagariam pela aquisição da Baía de São Francisco e outras partes da Alta Califórnia. Santa Anna mostrou-se receptivo, porém, depois de retornar ao México e assumir o governo, afirmou que lutaria contra os norte-americanos, colocando-se no comando do exército. Isto fez Polk endurecer sua posição sobre o adversário, ordenando um desembarque em Veracruz, o porto mais importante no Golfo do México. Dali, as tropas deveriam marchar para a Cidade do México, algo que esperavam encerrar a guerra. Taylor continuou a avançar pelo nordeste e derrotou em setembro um exército liderado por Ampudia na Batalha de Monterrei, porém permitiu que as forças mexicanas deixassem a cidade, decisão que irritou o presidente. Polk acreditava que o general não tinha ido atrás do inimigo de forma agressiva o bastante, relutantemente oferecendo a Scott o comando da expedição a Veracruz.
A falta de confiança que Polk tinha em Taylor era recíproca, com o general temendo que o presidente estava tentando destruí-lo. Por isso, Taylor desobedeceu suas ordens de permanecer em Monterrei. Polk descobriu em março de 1847 que Taylor tinha continuado a marchar para o sul, capturando a cidade de Saltillo. O general continuou e em seguida decimou uma força mexicana maior liderada por Santa Anna na Batalha de Buena Vista. As baixas mexicanas foram cinco vezes mais altas que as norte-americanas, com a vitória fazendo de Taylor um herói militar aos olhos do público, porém o presidente preferiu dar crédito à bravura dos soldados em vez de ao general. Scott desembarcou em Veracruz e rapidamente tomou o controle da cidade. Polk despachou Nicholas Trist, atendente de Buchanan, para acompanhar Scott e negociar um tratado de paz com os líderes mexicanos. Trist foi instruído a procurar a cessão da Alta Califórnia, Santa Fé de Novo México e Baixa Califórnia, reconhecimento do rio Grande como fronteira com o Texas e acesso dos Estados Unidos ao Istmo de Tehuantepec. Trist foi autorizado a fazer um pagamento de até trinta milhões de dólares por essas concessões.
Scott derrotou Santa Anna em agosto na Batalha de Contreras e em seguida na Batalha de Churubusco. Trist, com os norte-americanos próximos da Cidade do México, começou a negociar com os comissários, porém os mexicanos não estavam dispostos a se renderem. Scott preparou-se para tomar a capital, fazendo-o em setembro. Surgiu nos Estados Unidos um acalorado debate político sobre o quanto do México deveria ser anexado., com whigs como Clay sugerindo que o país deveria procurar resolver apenas a questão da fronteira do Texas, enquanto alguns expansionistas pediam pela anexação de todo o México. Os oponentes da guerra também estavam ativos; o deputado Abraham Lincoln de Illinois apresentou as resoluções do "lugar exato", pedindo para que Polk afirmasse exatamente onde sangue norte-americano tinha sido derramado no solo dos Estados Unidos para iniciar a guerra, porém a câmara recusou-se a considerar a proposta.

##### Paz

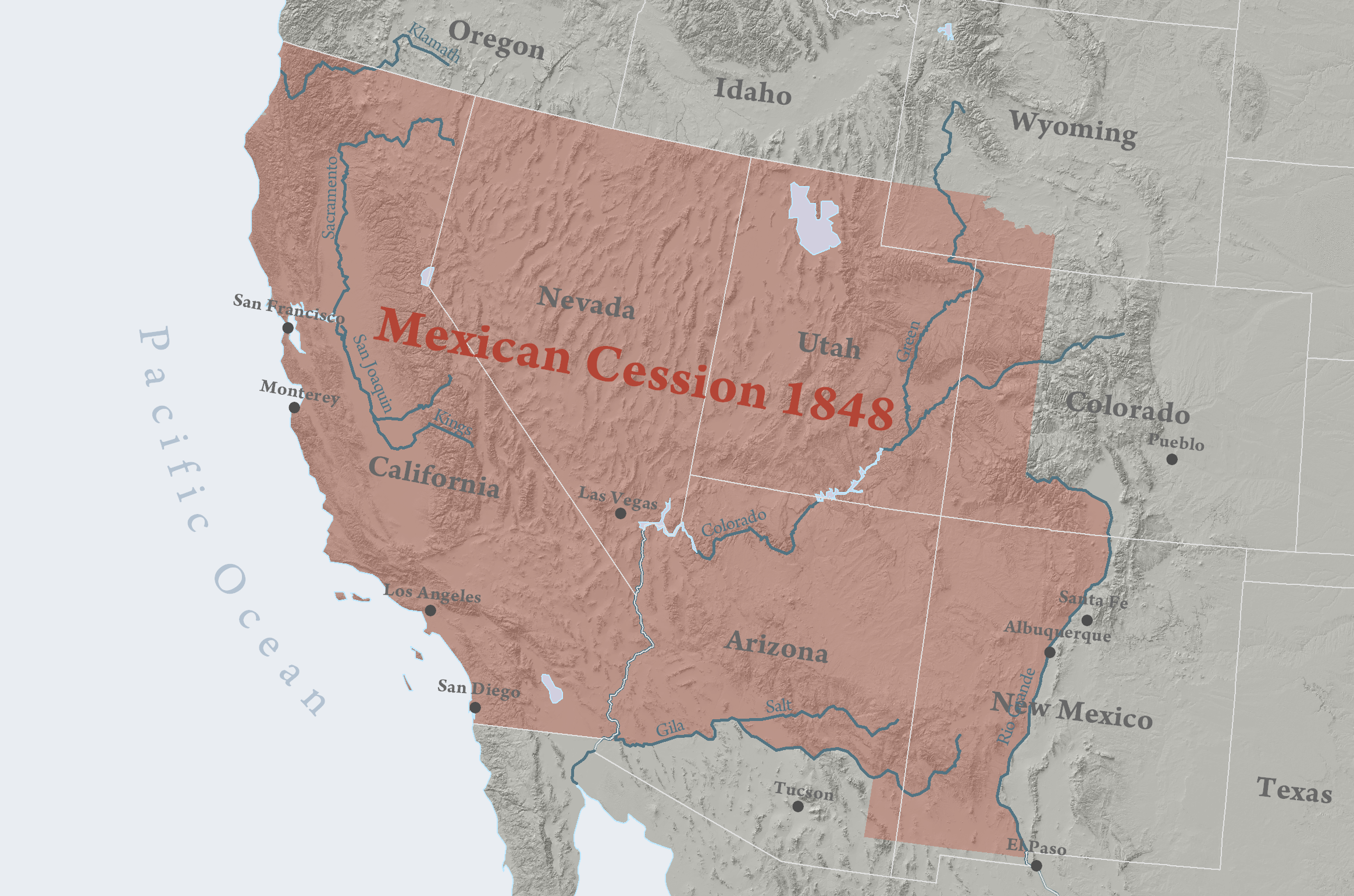
A Cessão Mexicana (em vermelho) sobreposta às fronteiras dos estados modernos. Essa área foi adquirida por meio do Tratado de Guadalupe Hidalgo

Polk ficou frustrado pela falta de progresso nas negociações e ordenou que Trist voltasse para Washington, porém o diplomata escolheu permanecer, escrevendo uma longa carta ao presidente em dezembro de 1847 explicando sua decisão. Polk considerou fazer Trist deixar a Cidade do México e retornar para os Estados Unidos à força. O presidente se sentiu insultada pela ação de seu diplomata, porém permitiu que ele permanecesse no México por mais algum tempo tentando negociar um tratado.
Trist encontrou-se regularmente em janeiro de 1848 com oficiais na Cidade do México, porém a assinatura de um tratado ocorreu na pequena vila de Guadalupe Hidalgo à pedido dos mexicanos. Trist estava disposto a permitir que o México mantivesse a Baixa Califórnia, como lhe foi permitido, porém conseguiu manter a inclusão do porto importante de San Diego na cessão da Alta Califórnia. As provisões incluíram a fronteira no rio Grande e um pagamento de quinze milhões de dólares ao México. Trist e uma delegação mexicana assinaram o Tratado de Guadalupe Hidalgo em 2 de fevereiro de 1848. Polk recebeu o documento no dia 19 e, depois do gabinete reunir-se no dia seguinte, decidiu que não tinha opção a não ser aceitá-lo. Caso o recusasse, com a câmara controlada pelos whigs, não havia garantias que o congresso votaria pela continuação da guerra. Buchanan e Walker discordaram pois queriam mais terras, posição que o presidente simpatizava, porém considerou a ação motivada pela ambição de seu Secretário de Estado.
Alguns senadores eram contra o tratado pois não queriam tomar nenhum território mexicano, enquanto outros hesitaram por causa da natureza irregular das negociações de Trist. Polk esperou em suspense por duas semanas enquanto o senado avaliava, algumas vezes ouvindo que provavelmente seria derrotado e que Buchanan e Walker estavam trabalhando contra o governo. Ele ficou aliviado ao saber que seus dois secretários estavam defendendo o tratado. O senado ratificou o documento em 10 de março por 38 a catorze votos, uma votação que seguiu em linhas partidárias e geográficas. O senado fez algumas modificações ao tratado antes de aprová-lo, com o presidente ficando preocupado que o México iria rejeitá-lo. Polk soube no dia 7 de junho que os mexicanos iriam aprová-lo. Ele declarou que o tratado entraria em vigor no dia 4 de julho de 1848, encerrando assim a guerra. Com a aquisição da Alta Califórnia, Polk então alcançou todos os seus quatro objetivos de governo. As expansões territoriais durante sua presidência, com a exceção da Compra Gadsden em 1853, estabeleceram as fronteiras modernas dos Estados Unidos contíguos.

#### Outros territórios
Polk estava ansioso para estabelecer um governo territorial no Oregon assim que o tratado entrasse em vigor em 1846, porém a questão foi envolvida pelos argumentos acerca da escravidão, mesmo com poucos achando que o Oregon era adequado para a instituição. Um projeto de lei para estabelecer um governo territorial foi aprovado na câmara depois de ter sido emendado para barrar a escravidão, porém morreu no senado quando os oponentes atrasaram a votação o bastante para chegar o fim da sessão congressional. Um novo projeto, ainda proibindo escravidão, ressurgiu e foi novamente aprovado pela câmara em janeiro do ano seguinte, porém não foi considerado pelo senado até o congresso entrar em recesso em março. A Califórnia e o Novo México já eram territórios norte-americanos quando o congresso voltou em dezembro, com Polk pedindo em sua mensagem anual pelo estabelecimento de governos territoriais nos três.
O Compromisso do Missouri de 1820 tinha estabelecido a questão do alcance geográfico da escravidão dentro dos territórios da Compra da Luisiana ao proibir a instituição acima da latitude 36°10', com Polk querendo ampliar essa linha para os territórios recém adquiridos do México. Caso fosse estendida até o Pacífico, isto faria a escravidão ilegal em São Francisco, mas seria permitida em Monterey e Los Angeles. Um plano para conseguir esse objetivo foi derrotado na câmara por uma aliança bipartidária de nortenhos. A última sessão congressional antes da eleição de 1848 terminou e a única coisa que o presidente conseguiu assinar foi um projeto de lei aprovado pelo congresso que estabelecia o Território do Oregon e proibia a escravidão em suas fronteiras.
Quando o congresso voltou a se reunir em dezembro, Polk novamente pediu pelo estabelecimento de governos territoriais na Califórnia e Novo México, uma tarefa ainda mais urgente devido o começo da Corrida do Ouro. A natureza divisiva da escravidão barrou qualquer legislação, porém ações continuaram até as últimas horas do mandato de Polk. Um projeto foi emendado para que as leis do México se aplicassem aos territórios até o congresso alterá-las, assim proibindo a escravidão, porém o presidente deixou claro que o vetaria, considerando a provisão de Wilmot com roupas novas. Foi apenas com o Compromisso de 1850 que a questão foi resolvida.

#### Outras iniciativas
Benjamin Alden Bidlack, o embaixador na República de Nova Granada, negociou o Tratado Mallarino-Bidlack. Apesar de Bidlack inicialmente ter procurado apenas a redução de impostos sobre produtos norte-americanos, ele e Manuel María Mallarino, o Ministro das Relações Estrangeiras granadense, negociaram um acordo mais amplo que estreitava os laços militares e comerciais entre os dois países. O tratado também permitiu a construção da Ferrovia do Panamá, dando aos Estados Unidos uma rota de viagem mais rápida entre suas duas costas. Em troca, os norte-americanos prometerem garantir a soberania de Nova Granada sobre o Istmo do Panamá. O tratado foi ratificado em 1848 e ajudou a estabelecer uma maior influência norte-americana na região, já que o governo de Polk queria impedir que o Reino Unido dominasse a América Central. Os Estados Unidos posteriormente pelo restante do século XIX usariam seus direitos sob o Tratado Mallarino-Bidlack como justificação por intervenções militares na América Latina.
Polk autorizou Romulus Mitchell Saunders, seu embaixador na Espanha, a negociar a compra de Cuba e oferecer aos espanhóis até cem milhões de dólares, um valor exorbitante na época para um único território. Cuba era próximo dos Estados Unidos e tinha escravidão, assim a ideia era atrativa aos sulistas e impopular com os nortenhos. Entretanto, a Espanha ainda conseguia gerar lucro de Cuba, principalmente da venda de açúcar, melaço, rum e tabaco, portanto o governo espanhol rejeitou as tentativas de Saunders. Apesar de Polk querer adquirir a ilha, ele recusou-se a apoiar a expedição de Narciso López, que queria invadir e tomar Cuba como prelúdio para anexação.

### Política interna

#### Economia

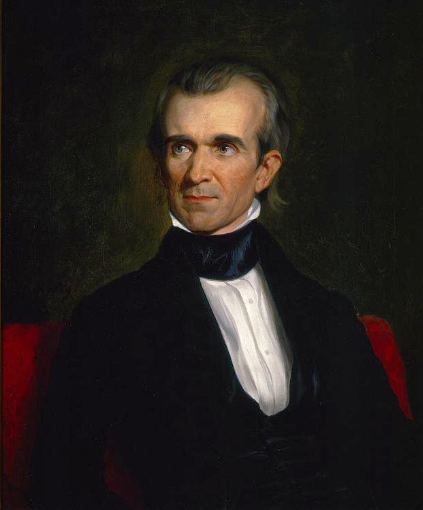
Polk por George Peter Alexander Healy em 1846

Polk pediu ao congresso em seu discurso de posse pelo restabelecimento de um Sistema de Tesouro Independente sob o qual fundos governamentais seriam mantidos no Tesouro público e não em bancos ou outras instituições financeiras. Van Buren durante sua presidência tinha estabelecido um sistema similar, porém ele foi abolido durante o governo de Tyler. Polk deixou claro em seu discurso de posse sua oposição a um banco nacional, pedindo para o governo manter seus fundos para si só em sua primeira mensagem anual ao congresso em dezembro de 1845. O congresso demorou para tomar ação; a câmara aprovou um projeto de lei em abril de 1846 e o senado em agosto, ambos sem um único voto whig. O presidente assinou o Ato do Tesouro Independente em 6 de agosto de 1846. A lei ditava que as rendas públicas deveriam ser mantidas no Edifício do Tesouro e em sub-tesouros em diversas cidades, separados de bancos particulares ou estaduais. O sistema permaneceria em funcionamento até a aprovação do Ato da Reserva Federal em 1913.
A outra grande iniciativa interna de Polk era uma redução de impostos. Ele instruiu Walker, seu Secretário do Tesouro, a esboçar novos impostos, que foram apresentados ao congresso. O projeto foi aprovado na câmara depois de grandes discussões, com o senado também aprovando em julho de 1846 depois de uma votação empatada que precisou ser decidida pelo vice-presidente Dallas. Este, apesar de vir da protecionista Pensilvânia, votou a favor por achar que suas melhores perspectivas políticas seriam com um alinhamento com o governo. Polk assinou a Tarifa Walker, reduzindo substancialmente os índices estabelecidos pela Tarifa de 1842. A redução de impostos nos Estados Unidos e a abolição das Leis dos Cereais no Reino Unido levaram a um grande aumento no comércio anglo-americano.

#### Desenvolvimento
O congresso aprovou em 1846 o Projeto de Lei dos Rios e Portos a fim de disponibilizar quinhentos mil dólares para melhorar instalações portuárias, porém Polk o vetou. Ele acreditava que a proposta era inconstitucional pois favorecia injustamente áreas específicas, incluindo portos sem comércio internacional. O presidente considerava melhoramentos internos como uma questão dos estados, temendo que a ratificação do projeto fosse encorajar legisladores a competir por favores pelos seus distritos – algo que corromperia a virtude da república. Neste quesito ele seguiu Jackson, que tinha vetado em 1830 o Projeto de Lei da Rodovia de Maysville por motivos semelhantes.
Polk opunha-se ao uso de dinheiro federal para melhoramentos internos por convicção, resistindo firmemente contra qualquer projeto de lei do tipo. O congresso aprovou em 1847 outro projeto de melhoramentos internos; o presidente o ignorou até o tempo de sanção espirar e enviou uma mensagem completa de veto ao congresso quando ele se reuniu em dezembro. Projetos de lei similares continuaram a rodar pelo congresso no ano seguinte, porém nenhum chegou a ser aprovado. Quando ele foi para o Capitólio para assinar leis em 3 de março e 1849, seu último dia no cargo, ele temia tanto que um projeto de melhoramento interno tinha sido aprovado que levou consigo o esboço de uma mensagem de veto. Nenhuma lei desse tipo foi aprovada, porém Polk, que achou que seu esboço tinha sido habilmente escrito, o preservou entre seus documentos.

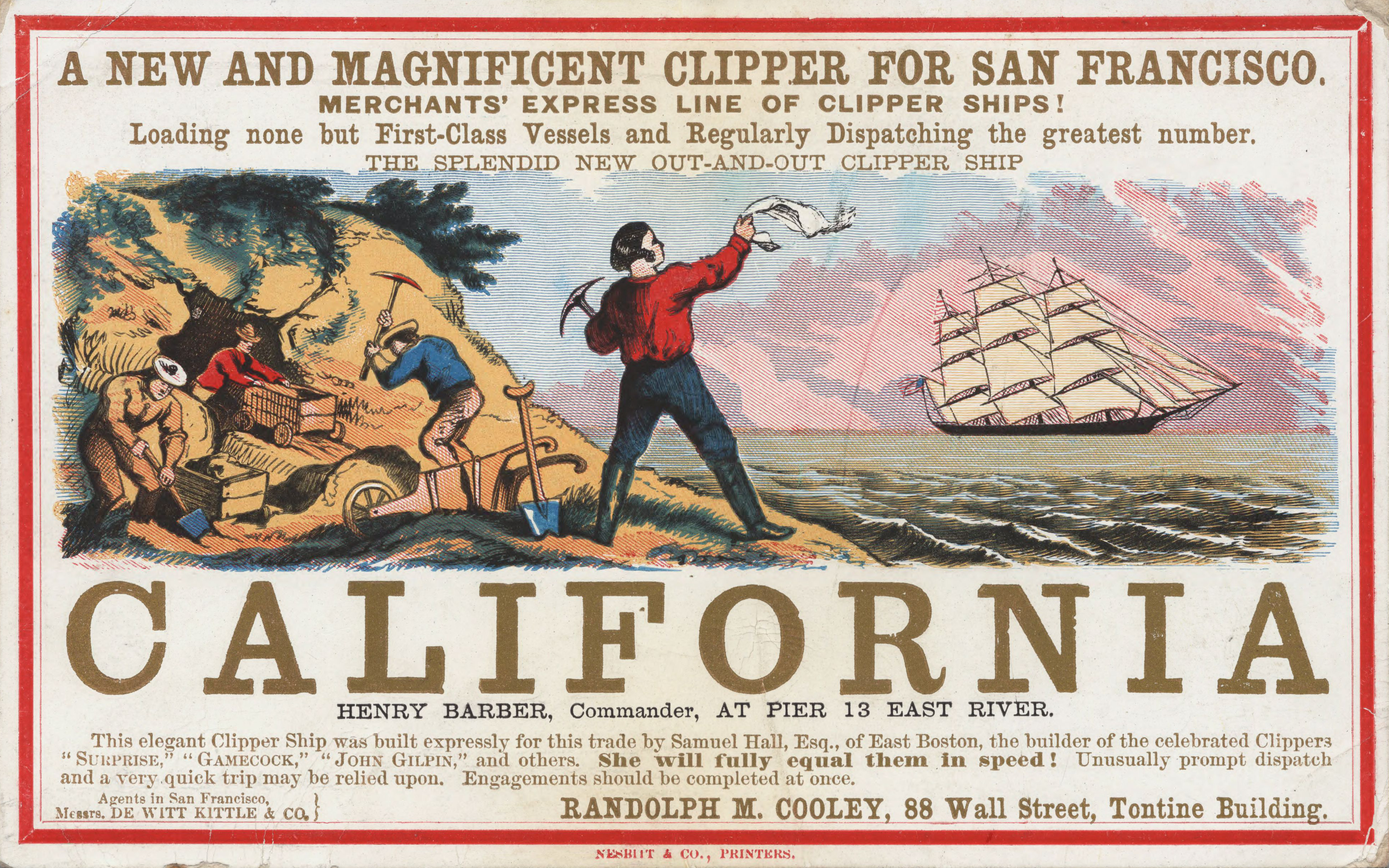
A Corrida do Ouro na Califórnia, iniciada durante o final da presidência de Polk

Notícias confiáveis da descoberta de ouro na Califórnia só chegaram em Washington depois da eleição de 1848, época em que Polk já não exercia mais tanta influência política. Seus adversários tinham afirmado que a Califórnia era muito longe para ser útil, que não valia o preço pago ao México. O presidente ficou maravilhado com as notícias, vendo-as como uma validação de sua posição expansionista e falando sobre a descoberta várias vezes durante sua última mensagem anual ao congresso em dezembro. Amostras do ouro californiano chegaram pouco depois, com Polk enviando uma mensagem especial ao congresso sobre o assunto. A mensagem, que confirmava relatórios menos confiáveis, fez com que muitas pessoas partissem para o território distante, tanto norte-americanos quanto estrangeiros, ajudando a iniciar a Corrida do Ouro na Califórnia.
Um de seus últimos atos como presidente foi assinar um projeto de lei que criava Departamento do Interior. Este foi o primeiro cargo de gabinete criado desde os primeiros anos dos Estados Unidos. Polk tinha receio que o governo federal poderia usurpar terras públicas dos estados. Mesmo assim, a entrega da legislação em seu último dia completo no cargo não lhe deu tempo de encontrar motivos constitucionais para um veto, ou ainda rascunhar uma mensagem de veto suficiente, assim ele assinou o projeto de lei.

#### Nomeações judiciais
A morte de Henry Baldwin, Associado de Justiça da Suprema Corte, em 1844 abriu uma vacância no tribunal, porém Tyler não conseguiu fazer com que o senado confirmasse algum indicado seu. Era costume na época manter um equilíbrio geográfico dentro da Suprema Corte, e Baldwin era oriundo da Pensilvânia. As tentativas de Polk de preencher a vacância travaram nas politicagens da Pensilvânia e nos esforços de líderes faccionais de garantir o cargo lucrativo de Coletor Alfandegário para o Porto da Filadélfia. Outro lugar vago surgiu em setembro de 1845 com a morte de Joseph Story, enquanto o presidente ainda tentava atravessar a política da Pensilvânia; esperava-se que seu substituto também viesse de sua natal Nova Inglaterra. Polk pôde fazer uma nomeação de recesso já que o senado não estava reunido na época, escolhendo o senador Levi Woodbury de Nova Hampshire, com este sendo posteriormente confirmado quando o senado retornou em dezembro. George Washington Woodward, a indicação original do presidente para a vaga de Baldwin, foi rejeitada em janeiro de 1846, principalmente devido à oposição de Buchanan e do senador Simon Cameron.
Apesar de Polk ter ficado furioso com Buchanan, ele acabou oferecendo a vaga ao Secretário de Estado que, depois de alguma indecisão, recusou. O presidente então nomeou Robert Cooper Grier, que foi confirmado no começo de agosto. Woodbury morreu em 1851, porém Grier serviu na Suprema Corte até 1870 e no caso sobre escravidão Dred Scott v. Sandford de 1857 escreveu uma opinião afirmando que escravos eram propriedade e não podiam lançar processos judiciais. Além dos dois associados de justiça, Polk também nomeou oito juízes federais: um para o Tribunal dos Estados Unidos de Circuito do Distrito de Columbia e sete para vários tribunais distritais.

#### Eleição de 1848
Polk não quis tentar a reeleição, cumprindo sua promessa feita durante a campanha de 1844 de servir por apenas um mandato. Na Convenção Nacional Democrata de 1848, Cass liderou todas as votações mas só foi conseguir os dois terços necessários para a nomeação na quarta rodada. O ex-deputado federal William Orlando Butler do Kentucky, que tinha substituído Scott como o comandante geral do exército na Cidade do México, foi escolhido para a indicação vice-presidencial. A Convenção Nacional Whig indicou o general Taylor para presidente e o ex-deputado federal Millard Fillmore de Nova Iorque para vice-presidente.
Os democratas de Nova Iorque ainda estavam rancorosos sobre o que enxergavam como tratamento de mau gosto dado a Van Buren em 1844, com o ex-presidente tendo se distanciado do partido nesse meio tempo. Muitos membros da facção de Van Buren eram jovens que veementemente se opunham a expansão da escravidão, uma posição que, em 1844, ele passou a concordar. Cass era um grande expansionista e a escravidão poderia encontrar novos locais para florescer sob uma presidência sua; os apoiadores de Van Buren abandonaram a convenção democrata quando a indicação de Cass foi confirmada. Eles realizaram uma convenção própria em junho, contando com a presença de políticos anti-escravidão de outros estados, e nomearam Van Buren para presidente. Polk ficou surpreso e decepcionado pela conversão de seu antigo aliado, ficando preocupado sobre a divisão que um partido seccional organizado ao redor do abolicionismo traria. O presidente não fez nenhum discurso a favor de Cass, ficando em seu escritório na Casa Branca. Ele retirou alguns dos apoiadores de Van Buren de cargos federais durante a campanha.

Resultados da eleição de 1848

Taylor venceu a eleição com 47,3% do voto popular e uma maioria de 163 no colégio eleitoral. Cass ficou com 42,5% dos votos, enquanto Van Buren teve 10,1% dos votos populares, com boa parte de seu apoio tendo vindo dos democratas nortenhos. Polk ficou desapontado pelo resultado por ter uma opinião ruim sobre Taylor, enxergando o general como alguém com péssimo julgamento e poucas opiniões em questões políticas importantes. Mesmo assim, o presidente manteve a tradição e recepcionou o presidente-eleito em Washington, realizando um jantar de gala na Casa Branca. Polk deixou a mansão presidencial em 3 de março de 1849, deixando uma mesa vazia, porém trabalhou de seu hotel e do Capitólio em nomeações e aprovação de última hora. Ele compareceu à cerimônia de posse de Taylor em 5 de março e desejou o melhor para o novo presidente, mesmo não entusiasmado.

## Pós-presidência e morte

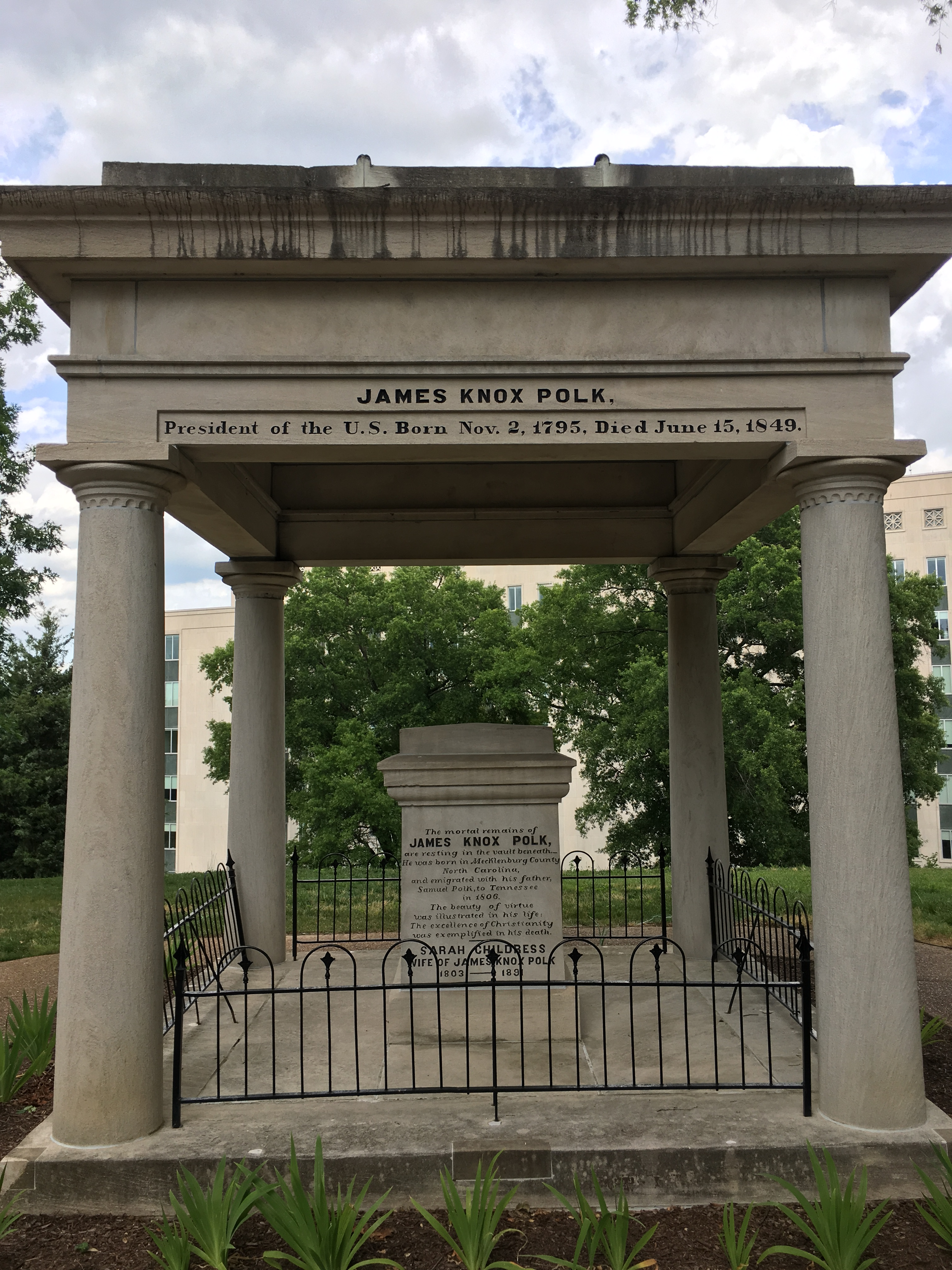
Túmulo de Polk em Nashville

O período de Polk na Casa Branca custou muito à sua saúde. Ele entrou no cargo cheio de vigor e entusiasmo, porém seus anos de serviço público lhe deixaram completamente exausto. O agora ex-presidente deixou Washington em 6 de março para uma viagem triunfal pré-arranjada pelo sul do país que terminaria em Nashville. Polk tinha dois anos antes conseguido comprar uma casa na cidade, chamada depois disso de Sítio Polk, que anteriormente tinha pertencido a seu antigo mentor Felix Grundy.
Polk e Sarah progrediram pela costa Atlântica e então seguiram para o oeste através do Sul Profundo. Foram recebidos com banquetes e grandes demonstrações de entusiasmo. Ele estava sofrendo de um forte resfriado quando chegaram em Alabama, ficando logo preocupado com relatos de cólera – um passageiro do barco a vapor dos Polk tinha morrido da doença e havia rumores de que ela era comum em Nova Orleães, porém já era muito tarde para se mudar os planos. O ex-presidente, preocupado com sua saúde, teria deixado a cidade rapidamente, porém ficou sobrecarregado pela hospitalidade da Luisiana. Vários dos passageiros do barco a vapor já tinha morrido de cólera até então e Polk sentiu-se tão mal que precisou passar quatro dias descansando em um hotel. Um médico lhe garantiu que ele não tinha a doença, assim seguiu para a parte final da viagem e chegou em Nashville no dia 2 de abril, encontrando uma grande recepção.
O casal visitou a mãe de Polk em Columbia e em seguida estabeleceram-se no Sítio Polk. O ex-presidente pareceu ter ganho vida nova, porém adoeceu novamente em junho, de cólera segundo a maioria dos relatos. Vários médicos o atenderam e ele persistiu por dias, escolhendo ser batizado na Igreja Metodista, que há muito admirava, porém sua mãe chegou em Nashville com um clérigo episcopal, com sua esposa também sendo episcopalista. Polk faleceu no dia 15 de junho de 1849; suas últimas palavras, segundo os relatos mais tradicionais, foram: "Eu te amo, Sarah, por toda a eternidade, eu te amo". Borneman comentou que independentemente se essas palavras foram ditas, não havia nada na vida de Polk que faria esse sentimento ser falso.
Polk teve uma pós-presidência de apenas 103 dias, a mais curta dentre todos os presidentes que não morreram no cargo. Seu funeral foi realizado na Igreja Metodista McKendree em Nashville. Ele inicialmente foi enterrado no Cemitério da Cidade de Nashville por causa de um requerimento judicial relacionado com sua doença infecciosa. Seus restos foram transferidos no ano seguinte para uma tumba nos jardins do Sítio Polk. Sarah viveu na casa por mais 42 anos até morrer em 14 de agosto de 1891. Os corpos de Polk e Sarah foram relocados em 1893 para seu local de repouso atual nas terras do Capitólio Estadual do Tennessee em Nashville. O Sítio Polk foi demolido em 1900. O senado do Tennessee aprovou em março de 2017 uma resolução considerada um "primeiro passo" para que os restos dos Polk sejam transferidos para a casa ancestral da família em Columbia; além do apoio de legisladores estaduais, tal ação também necessita da aprovação dos tribunais e da Comissão Histórica do Tennessee.

## Escravidão
Polk foi dono de escravos durante a maior parte da sua vida adulta. Seu pai, Samuel Polk, deixou ao filho em 1827 mais de 32 quilômetros quadrados de terras, dividindo aproximadamente 53 escravos entre sua viúva e filhos em seu testamento. Polk herdou vinte dos escravos de seu pai, tanto diretamente quanto de irmãos mortos. Ele tornou-se em 1831 um fazendeiro ausente de algodão, enviando escravos para cuidarem de uma plantation que seu pai lhe deixou perto de Somerville. Polk vendeu esta plantation quatro anos depois e, junto com seu cunhado, comprou 3,7 quilômetros quadrados de uma plantação de algodão perto de Coffeeville, Mississippi, esperando aumentar sua renda. Esta terra era mais rica que aquela em Somerville, com Polk transferindo seus escravos do Tennessee para lá, tomando cuidado para esconder deles o fato de que estavam sendo enviados para o sul. Ele comprou a parte de seu cunhado em 1839 e passou a ser dono de toda a plantação do Mississippi, administrando-a praticamente ausente pelo restante de sua vida. Ele ocasionalmente visitava o local; por exemplo, ele passou boa parte de abril de 1844 na plantation, pouco antes da convenção democrata.
Ele comprou mais cinco escravos em 1831, a maioria do Kentucky, gastando ao todo 1870 dólares; o mais novo tinha uma idade declarada de onze anos. Já que crianças mais velhas vendiam por preços maiores, os vendedores frequentemente mentiam as idades. Polk comprou outros cinco entre 1834 e 1835, de idades entre dois e 37 anos, com a mais nova sendo neta do mais velho. O total gasto foi 2250 dólares. Oito novos escravos foram adquiridos em 1839 de seu irmão William Polk ao custo de 5 600 dólares. Eram três jovens adultos e quase uma família inteira, porém sem o pai, quem Polk já fora dono e tinha vendido para um mercador por ser considerado um fugitivo crônico.
As despesas de quatro campanhas políticas (três para governador e uma para presidente) em seis anos impediram que Polk comprasse mais escravos até depois de já estar na Casa Branca. Na época, esperava-se que o salário presidencial cobrisse apenas os salários dos funcionários da Casa Branca, porém Polk os substituiu por escravos vindos de sua casa no Tennessee. Ele não comprou nenhum escravo com dinheiro de seu salário, provavelmente por motivos políticos. Em vez disso, investiu a renda de sua plantation na compra de mais escravos, pedindo segredo por parte de seu agente: "como meus negócios pessoais não dizem respeito ao público, manterás este assunto para si".
Polk enxergava sua plantation como o meio de garantir uma existência confortável para si e sua esposa depois de sua presidência; ele não tinha a intenção de voltar a praticar direito. Ele comprou, por meio de um agente, mais sete escravos em 1846, com idades entre doze e dezessete anos, esperando que o aumento de sua força de trabalho lhe traria mais rendas na aposentadoria. O escravo de dezessete e um dos de doze anos foram comprados juntos em um leilão; o agente vendeu o mais jovem algumas semanas depois para gerar mais lucro. O presidente comprou mais nove escravos no ano seguinte. Três foram comprados de Gideon Pillow, com seu agente comprando os outros seis, de idades entre dez e vinte anos. A guerra contra o México já tinha começado na época da compra de Pillow, com Polk enviando o pagamento junto com uma carta oferecendo a Pillow uma comissão no exército. Esta compra foi de um escravo que ele já fora dono antes mas que foi vendido por causar muitos problemas. Nenhum dos escravos que Polk comprou como presidente, todos abaixo dos vinte anos de idade, veio com um pai. No único caso em que dois escravos foram comprados juntos, é improvável que eram irmãos.
A disciplina para os escravos de Polk variou com o tempo. Ele empregava um capataz chamado Herbert Biles, que dizia-se que era relativamente indulgente. Biles adoeceu em 1833 e foi substituí-lo por Ephraim Beanland, que apertou a disciplina e aumentou o trabalho. Polk apoiou seu novo capataz, devolvendo escravos fugitivos que reclamavam de espancamentos e outros tratamentos severos, "mesmo com todo relato sugerindo que o capataz era um bruto impiedoso". Beanland foi contratado para a plantation do Mississippi, porém logo foi dispensado pelo parceiro de Polk, que o considerava muito severo pois os escravos estavam realizando a árdua tarefa de limpar as árvores para a plantação de algodão. Seu substituto foi dispensado depois de um ano por ser muito indulgente, enquanto o seguinte morreu de disenteria em 1839. Vieram outros, porém foi apenas em 1845 que um capataz satisfatório foi encontrado, John Mairs, que permaneceu no posto pelo restante da vida de Polk e ainda trabalhava na plantation para Sarah em 1860, quando ela vendeu metade de muito de seus escravos. Existiam fugitivos constantes sob os predecessores de Mairs, com muitos procurando proteção nas plantations de parentes ou amigos de Polk; apenas um escravo fugiu entre a contratação de Mairs e 1847, porém o capataz precisou relatar três desaparecidos em 1848 e 1849.
O testamento de Polk, datado de 28 de fevereiro de 1849, alguns dias antes do fim de sua presidência, continha a cláusula não-vinculativa de que seus escravos deveriam ser libertados depois da sua morte e de sua esposa. Esperava-se que plantation do Mississippi sustentasse Sarah durante a viuvez. Ela viveu até 1891, porém os escravos foram alforriados em 1865 pela Décima Terceira Emenda à Constituição, que aboliu a escravidão em todo os Estados Unidos. Como Sarah tinha vendido metade de seu interesse nos escravos em 1860, ela tinha aberto mão de deter o único poder para libertá-los, e era improvável que seu parceiro de negócios, que pagou um total de 28 500 dólares pela metade do interesse nos escravos, teria permitido que eles ficassem livres caso a escravidão ainda fosse legal.
Polk, assim como Jackson, enxergava a escravidão como uma questão política marginal quando comparada a outros assuntos como expansão territorial e política fiscal. A escravidão ficou cada vez mais polarizada na década de 1840, com as políticas expansionistas de Polk exacerbando sua divisividade. Muitos abolicionistas criticaram Polk durante sua presidência, descrevendo-o como um instrumento da "Escravocracia", afirmando que a difusão da escravidão era o motivo dele ter apoiado a anexação do Texas e depois a guerra contra o México. Polk realmente apoiava a expansão do alcance da escravidão, com suas visões sendo influenciadas pelas experiências de sua família de estabelecerem-se no Tennessee e trazerem consigo escravos. Ele acreditava no direito dos sulistas, tanto o direito dos estados escravocratas não terem o governo federal interferindo na instituição, quanto no direito de sulistas individuais levarem seus escravos consigo para os novos territórios. Apesar de Polk ter sido contra a Provisão Wilmot, ele também criticava a agitação sulista sobre a questão, tendo sido acusado por tanto nortenhos quanto sulistas por tentar usar a escravidão para benefício político.

## Legado

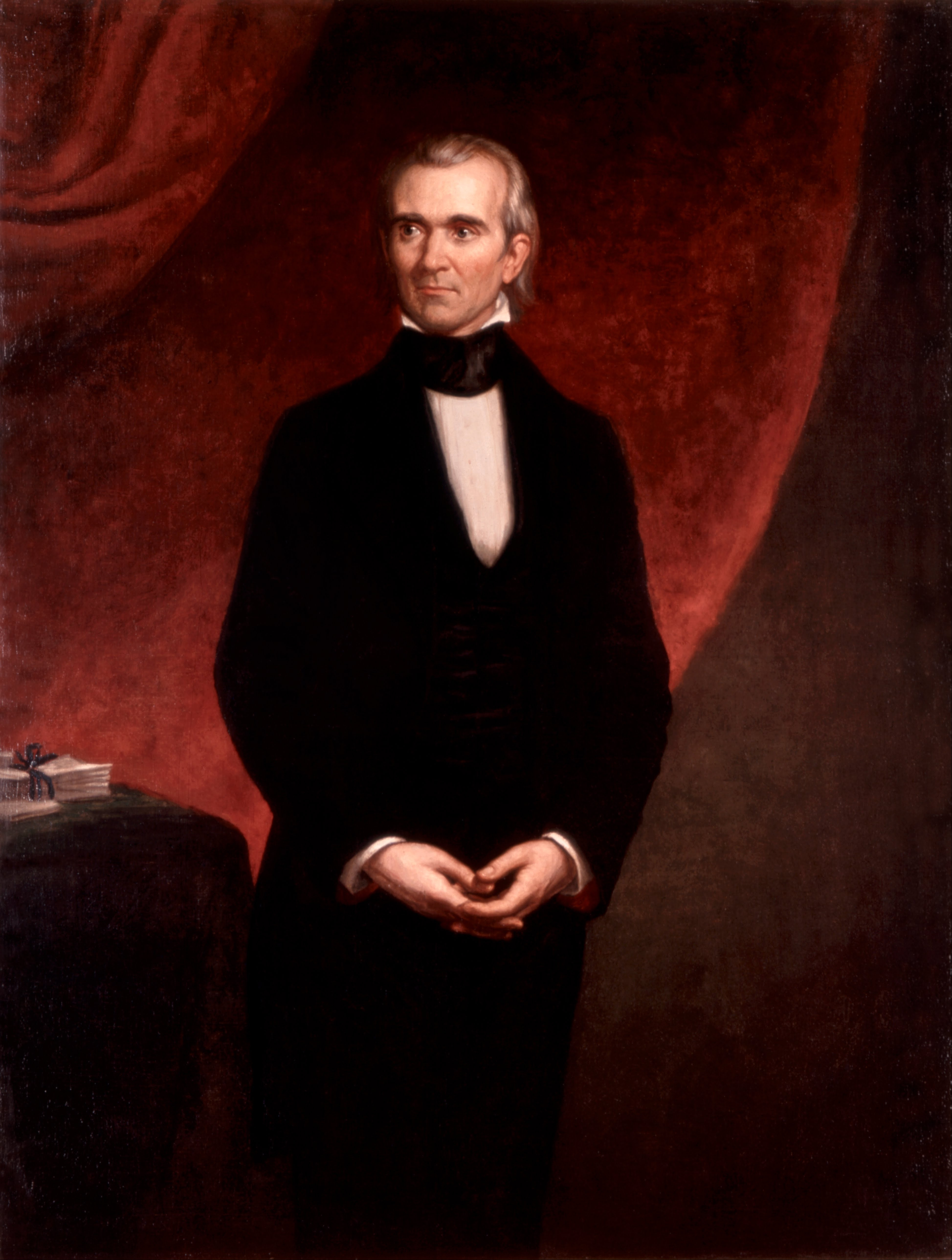
Retrato oficial da Casa Branca de Polk, por George Peter Alexander Healy

A reputação histórica de Polk após sua morte foi formada inicialmente pelos ataques que lhe foram feitos durante a vida. Políticos whig afirmavam que ele estava destinado a uma merecida obscuridade. Diz-se que Sam Houston comentou que Polk, um abstêmio, era "uma vítima do uso de água como bebida". Pouco foi publicado sobre ele além de duas biografias lançadas logo após sua morte. Polk só voltou a ser o objeto de estudo de uma biografia grande em 1922, quando Eugene I. McCormac publicou James K. Polk: A Political Biography. McCormac baseou-se muito no diário presidencial de Polk, que havia sido publicado pela primeira vez em 1909. Quando historiadores começaram a avaliar presidentes em 1948, Polk ficou na décima posição da lista de melhores feita por Arthur M. Schlesinger Sr. Depois disso ele apareceu em oitavo na lista de Schlesinger de 1962, décimo primeiro na lista de Riders-McIver de 1996 e em  décimo quarto em uma pesquisa feita pela C-SPAN em 2017.
Walter R. Borneman considerou Polk o presidente mais eficiente no período pré-Guerra de Secessão, comentando como ele expandiu o poder da presidência, especialmente seu poder como comandante em chefe e sua supervisão do Ramo Executivo. Steven G. Calabresi e Christopher Yoo, em sua história do poder presidencial, elogiaram a condução de Polk da Guerra Mexicano-Americana, escrevendo que "parece inquestionável que seu gerenciamento dos assuntos de estado durante o conflito foi um dos maiores exemplos desde Jackson do uso do poder presidencial para especificamente direcionar a conduta de oficiais subordinados".
Harry S. Truman afirmou que Polk foi "um grande presidente. Disse o que queria fazer e fez". Paul H. Bergeron salientou que as questões resolvidas por Polk assim permaneceram por muito tempo. O sistema bancário e impostos, que ele tinha nomeado como dois dos principais pontos de sua presidência, só foram ser significantemente revisados na década de 1860. Similarmente, a Compra Gadsden e a Compra do Alasca em 1867 foram as únicas grandes expansões territoriais do pais até a década de 1890.
Bergeron, em seu estudo sobre a presidência de Polk, escreveu que "Praticamente todos lembram-se de Polk por seus sucessos expansionistas. Ele produziu um novo mapa dos Estados Unidos, que realizava uma visão continental". Robert W. Merry disse que "Olhar para esse mapa [...] e tomar as expansões ocidentais e sudoeste incluídas nele, é ver a magnitude das realizações presidenciais de Polk". Amy Greenberg, em sua história da Guerra Mexicano-Americana, achou que o legado do presidente era mais do que territorial: "durante um único mandato brilhante, ele realizou um feito que presidentes anteriores teriam considerado impossível. Com a ajuda de sua esposa Sarah, ele planejou, provocou e conduziu com sucesso uma guerra que transformou os Estados Unidos em uma potência mundial". Borneman comentou que Polk, ao conquistar essa expansão, não considerou o efeito que ela teria sobre mexicanos e nativo-americanos: "A ignorância pode bem ser debatida em bases morais, porém não pode diminuir [suas] realizações políticas incríveis". James A. Rawley escreveu que "ele adicionou extensos territórios para os Estados Unidos, incluindo a Alta Califórnia e seus valiosos portos, e deixou o legado de uma nação posicionada no círculo Pacífico preparada para emergir em futuras gerações como uma superpotência".

"Para o olhar retrospectivo do historiador, os rebates e divagações de Polk apresentam um espetáculo assombroso. Impelido por sua convicção de que uma diplomacia de sucesso só pode se sustentar em uma ameaça de força, ele fez seu caminho, passo a passo, pelo caminho da guerra. Então, enxergando a guerra como uma mera extensão de seu esquema diplomático, ele prosseguiu confiante como um sonambulo através de um labirinto de obstáculos e perigos para o acordo de paz que ele queria desde o começo."

David M. Pletcher
Historiadores também criticaram Polk por não perceber que seus ganhos territoriais levariam a uma guerra civil. Pletcher afirmou que o presidente, como outros de sua época, falhou "em compreender que o seccionalismo e expansão tinham formado um composto novo e explosivo". Fred I. Greenstein escreveu que Polk "carecia de uma consciência perspicaz dos problemas que estavam prestes a surgir sobre a situação da escravidão nos territórios adquiridos do México". William Dusinberre sugeriu que "o profundo envolvimento pessoal que Polk tinha com o sistema de plantation escravo ... definiu sua posição em questões relacionadas a escravidão".
Greenberg salientou como a guerra de Polk serviu como treinamento para a Guerra de Secessão:
| “ | O conflito que Polk engenhou tornou-se o evento transformativo da época. Ele não apenas mudou a nação, mas também criou uma nova geração de líderes, para bem e para o mau. No exército, Robert E. Lee, Ulysses S. Grant, Stonewall Jackson, George Meade e Jefferson Davis todos tiveram suas primeiras experiências de comando militar no México. Foi lá onde aprenderam as bases das estratégias e táticas que dominariam a Guerra Civil. | ” |